# 都営地下鉄三田線
三田線（みたせん）は、東京都品川区の目黒駅から板橋区の西高島平駅までを結ぶ、東京都交通局が運営する鉄道路線（都営地下鉄）である。『鉄道要覧』による名称は6号線三田線。開業当初は「都営6号線」と称した（後述）。一般的に都営三田線と呼ばれることが多い。
路線名の由来は名称制定時の終着駅である三田駅（港区芝）付近の地名三田から。車体および路線図や乗り換え案内で使用されるラインカラーは「ブルー」（青）、路線記号はI。

## 概要
東京特別区部の南部から日比谷・大手町などの都心部を経由し、北西部の板橋区まで、おおむね南北を弓なりに（西に向いた逆C字型）走る路線である。
東急目黒線・東急新横浜線・相鉄新横浜線・相鉄本線・相鉄いずみ野線と直通運転を行っている（詳細は#運転を参照）。
この路線は高島平駅側より開業したが、起点は目黒駅（2000年9月26日 - ）である。ワンマン運転を実施しており、保安装置としてホームドア（京三製作所製のホームドア）を全駅に装備している（#駅設備を参照）。
収支状況は、2004年度決算で純損益が約16億2,131万6,000円の赤字だったが、2005年度決算で約14億8,247万4,000円の黒字、2006年度決算で約21億6,957万6,000円の黒字、2015年度決算で約58億3,153万円の黒字、2022年度決算で約15億9,500万円の黒字となっている。
都営地下鉄の路線では唯一中央区および墨田区を通らない。内幸町駅付近で東京メトロ銀座線の虎ノ門 - 新橋間が地下で交差するが、銀座線に駅は設置されていない。

## 路線データ
- 路線距離（営業キロ）：26.5 km
  - 目黒 - 白金高輪間2.3 km（第二種）、白金高輪 - 西高島平間24.2 km
- 軌間：1067 mm
- 駅数：27駅（起終点駅含む）
- 複線区間：全線
- 電化区間：全線（直流1500 V 架空電車線方式）
- 地上区間：志村坂上 - 西高島平間
- 閉塞方式：車内信号閉塞式
- 保安装置：新CS-ATC・ATO（基本的に自動運転）
- 列車無線方式：空間波無線 (SR) 方式
  - 漏洩同軸ケーブル (LCX) を使用したものである。
- 最高運転速度：白金高輪 - 西高島平間75 km/h、目黒 - 白金高輪間80 km/h
- 表定速度：30.4 km/h[7]
- 全線所要時分：北行 52分20秒・南行 52分15秒[7]
- 車両基地：志村車両検修場

目黒 - 白金高輪間 (2.3 km) は東京メトロ南北線と線路（施設）を共用しており、東京地下鉄が第一種鉄道事業者、東京都交通局が第二種鉄道事業者となっている。このため、列車の最高運転速度はこの区間に限り南北線に合わせて80 km/hとなっているほか、運賃計算方式に特例がある（「東京メトロ南北線#運賃計算の特例」を参照）。

## 沿革
- 1962年（昭和37年）
  - 6月8日：都市交通審議会答申第6号において第6号線（西馬込 - 泉岳寺 - 大手町 - 巣鴨 - 志村間及び大和町（板橋区） - 上板橋間）が答申される[8]。
  - 8月29日：建設省告示第2187号により、前述の第6号線は都市計画第6号線（東京都市高速鉄道第6号線）として、都市計画が決定する[8]。
- 1964年（昭和39年）
  - 1月31日：都市交通審議会は前述の第6号答申の変更を行い、第6号線の大和町（板橋区） - 上板橋間の分岐線を廃止し、志村からさらに西進して埼玉県大和町（現・和光市）に延伸、第6号線は桐ケ谷 - 泉岳寺 - （現在の都営三田線ルート） - 志村 - 埼玉県大和町方面間とし、西馬込 - 泉岳寺間は第1号線に振り替えられる[9]。
  - 3月31日：東京都が、帝都高速度交通営団が所有していた巣鴨 - 大手町間の地方鉄道敷設免許譲受を申請[10]。
  - 4月10日：東京都が、泉岳寺 - 大手町間ならびに巣鴨 - 志村（現・高島平）間の地方鉄道敷設を申請。
  - 12月16日：前述の路線ルート変更後の第6号線桐ケ谷 - 泉岳寺 - 志村 - 埼玉県大和町間（30.5 km）が都市計画路線の変更認可を受ける[9]。
  - 12月18日：3月と4月に申請した敷設免許の取得と免許譲受が許可され[10]、東京都に志村（現・高島平） - 三田（ - 泉岳寺）間の地方鉄道敷設免許が交付される。
- 1965年（昭和40年）12月11日：都営6号線建設工事開始。
- 1968年（昭和43年）12月27日：都営6号線として巣鴨 - 志村（現・高島平）間 (10.4 km) 開業。6000形電車が4両編成で営業運転開始。当時同電車の帯色は「赤」だった。
- 1969年（昭和44年）8月1日：志村駅を高島平駅に改称。
- 1970年（昭和45年）7月：ラインカラーを導入（当線は青）[11]。この後6000形電車の帯色が「赤」から「青」へ変更された。
- 1972年（昭和47年）
  - 5月14日：6両編成の運行を開始[11]。
  - 6月30日：日比谷 - 巣鴨間 (7.3 km) 開業[11]。
  - 8月29日：東京都が、東武鉄道が所有していた和光市 - 高島平間の地方鉄道敷設免許のうち、三園町（現・西高島平） - 高島平間について譲受するための申請を行う。
  - 12月21日：三園町 - 高島平間の地方鉄道敷設免許譲受。
- 1973年（昭和48年）
  - 11月27日：三田 - 日比谷間 (3.3 km) 開業[12]。
  - 12月31日：労働争議により、都営地下鉄の大晦日から元日にかけての終夜運転を中止。
- 1976年（昭和51年）5月6日：高島平 - 西高島平間 (1.5 km) 開業[13]。新高島平駅、西高島平駅には、都営地下鉄初めてとなる自動改札機を試験設置。
- 1978年（昭和53年）7月1日：都営三田線に改称。
- 1985年（昭和60年）7月11日：運輸政策審議会答申第7号において、都営6号線の目黒延伸が確定する[14]。
- 1986年（昭和61年）12月31日：三田線の大晦日 - 元日終夜運転を再開。
- 1988年（昭和63年）8月18日：帝都高速度交通営団と「営団7号線目黒ー清正公前鉄道線路を都6号線が使用することに関する基本事項についての覚書」を結ぶ[15]。
- 1989年（平成元年）
  - 3月30日：東京都が、三田 - 清正公前（現・白金高輪）間の第1種鉄道事業免許ならびに清正公前 - 目黒間の第2種鉄道事業免許を申請する[16][17]。
  - 5月6日：6000形1編成（6両）を冷房化[18]。三田線で初めての冷房車となる[18]。
  - 5月24日：3月30日に申請した鉄道事業免許が東京都に交付される[16][17]。同時に泉岳寺 - 三田間の第1種鉄道事業免許が廃止される[14]。この時点で、目黒延伸は1995年（平成7年）10月開業予定とされていた[14]。
- 1992年（平成4年）7月17日：三田 - 清正公前間の建設工事に着手[17]。
- 1993年（平成5年）6月23日：6300形電車営業運転開始。
- 1994年（平成6年）11月1日：全線でAM放送を受信できるサービスを導入[19]。
- 1999年（平成11年）
  - 3月29日：高島平駅にホームゲート（ハーフハイト型ホームドア）を試験設置[20][21]。
  - 8月：ホームゲートの設置を開始。
  - 11月28日：6000形電車が営業運転終了[22]、翌29日から6300形電車のみでの運転となる[23]。
  - 12月3日：信号保安設備がT形ATSから新CS-ATCに[21]、列車無線が誘導無線から空間波無線に更新。同時に駅自動放送を変更。同日より水道橋駅の非常渡り線を使用停止（直後に撤去）。
- 2000年（平成12年）
  - 1月24日：建設中の三田 - 白金高輪間のトンネル完成およびレール締結式が実施される[21]。3月28日には列車入線試験が実施される[22]。
  - 4月20日：正式名称を都営三田線から三田線に改める。
  - 4月：全線でATOによる自動運転を開始。
  - 8月10日：全駅においてホームゲートの設置を完了[22][24]。
  - 9月22日：直通運転準備のダイヤ改正[22]、同時にワンマン運転開始[22]。ただし、三田 - 目黒間は非営業扱い。同日より東急車の運用を開始。
  - 9月26日：三田 - 目黒間 (4.0 km) 開業（全線開業）[25][26][27]。東急目黒線と相互直通運転開始[25][27]。
- 2004年（平成16年）12月23日：臨時列車として、6300形電車を使用した「みなとみらい号」が東急東横線経由で横浜高速鉄道みなとみらい線元町・中華街駅まで運転される。以後2009年12月まで、祝日や夏休み期間を中心として断続的に運転された。
- 2006年（平成18年）9月25日：東急目黒線で急行列車の運転を開始[28]。三田線内は各駅に停車。
- 2008年（平成20年）6月22日：東急目黒線武蔵小杉 - 日吉間延伸開業に伴い、相互直通運転を日吉まで延長[29]。
- 2015年（平成27年）3月12日：白金台駅・白金高輪駅の発車メロディがリニューアルされる[30]。両駅を管轄する東京メトロが南北線の発車メロディをリニューアルしたことによる。
- 2022年（令和4年）
  - 5月11日：都営三田線全24駅のホームドア更新が、日比谷駅を最後に完了[31]。
  - 5月14日：6500形の運行を開始[32][33]。一部列車で8両編成での運行を開始[33]。
- 2023年（令和5年）
  - 2月4日：三田線各駅の発車サイン音を3月18日のダイヤ改正までに順次リニューアル[34]。
  - 3月18日：東急目黒線を経由して東急新横浜線と相互直通運転、相鉄線と片方向直通運転を開始[35][36][37][38][39][40]。
- 2024年（令和6年）12月21日：三田駅の自動改札機でクレジットカードなどのタッチ決済を活用した乗車サービスの実証実験を開始[41]。

## 建設経緯

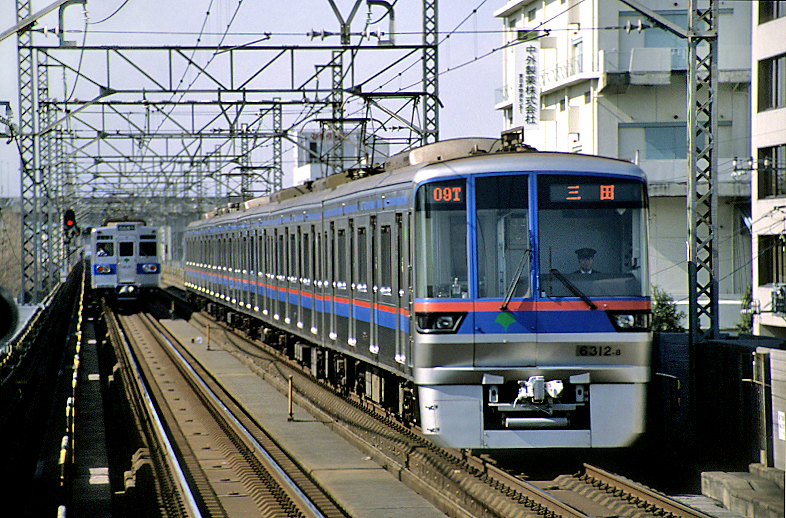
保安装置ATS・三田駅発着時代（1999年・新高島平駅）

### 当初の計画
本路線の建設は、1957年（昭和32年）の建設省告示第835号「東京都市計画高速鉄道網」において5号線（現在の東京メトロ東西線）の分岐線として示された大手町 - 下板橋間の計画が元となっている。当初は帝都高速度交通営団が事業者となり、建設および開通後の営業を担当する予定であった。1960年（昭和35年）3月ごろより、5号分岐線の建設が具体的に検討され始めた。この路線は都電の水道橋線（新常盤橋 - 春日町間）、白山線（春日町 - 白山上間）、巣鴨線（白山上 - 巣鴨車庫間）および板橋線（巣鴨車庫 - 旧・下板橋間）とほぼ重なるルートで、18系統（神田橋 - 志村坂上間）・35系統（田村町一丁目 - 巣鴨車庫間）が運転されているため、東京都交通局による建設・営業が望ましいとされた。
1962年（昭和37年）1月に開かれた首都圏整備委員会・建設省・運輸省による会談において、5号分岐線の建設が正式に決定。続いて運輸大臣・東京都知事・営団総裁による会談が開かれ、都交通局による事業化が内定した。
同年6月8日運輸大臣提出の都市交通審議会答申第6号において分岐線は6号線として切り離され、5号線について営団が、6号線について都交通局が建設・営業する方針が正式に決定された。6号線は西馬込方面より五反田・田町（三田駅）・日比谷・春日町（当時の都電水道橋線・白山線停留場名。開業後の春日駅）・巣鴨および板橋区大和町（やまとちょう。当時の都電志村線停留場名。開業後の板橋本町駅付近）の各方面を経て、東武東上線上板橋駅および志村（当初は都電志村線の志村橋終点付近を想定。後に現・高島平駅に変更。）付近の各方面へ至る路線として示された。軌間は1435 mm（標準軌）を採用し、西馬込駅 - 泉岳寺駅間と馬込検車場（現・馬込車両検修場）は1号線（現・都営浅草線）と共用する予定であった。

### 東急電鉄・東武東上線との相互乗り入れ計画
1962年10月には6号線について、東京急行電鉄（東急電鉄）および東武鉄道（東上線）との直通・相互乗り入れ運転計画が検討された。6号線の軌間を1067 mm（狭軌）に変更し、東急側は泉岳寺駅から別線（仮称・東急泉岳寺線）として建設予定であった桐ケ谷駅まで、途中駅を五反田駅のみとして延伸し、池上線を経由して（旧）田園都市線（当時の名称。2018年現在の大井町線）と接続した上で直通運転、東武側は上板橋駅で6号線と接続した上で埼玉県方面と直通運転する計画が提示された。軌間変更を打診された都交通局はこの計画に難色を示したが、運輸省による調整にて6号線のうち泉岳寺 - 西馬込間のみを、既に押上 - 人形町間で開通していた1号線（浅草線）延長区間に編入して標準軌で、残りの区間を東急・東武相互乗り入れ対応として狭軌で建設することが決定された。
しかし、東武から「大和町駅（やまとちょうえき・板橋区） - 上板橋駅間は運転需要対応困難である上、上板橋駅を乗り入れのために改良する余裕がない。」との申し入れがあったことを受けて、1964年（昭和39年）1月31日に同区間の建設を取りやめて、志村駅から埼玉県北足立郡大和町（やまとまち。現・埼玉県和光市）の東武東上線大和町駅（やまとまちえき、現・和光市駅）まで延伸して接続した上で相互乗り入れを行う計画に改訂された。東急は前述の泉岳寺線を、東武は志村駅 - 大和町駅間の連絡線（東武東上支線。板橋区が1969年（昭和44年）3月に実施した住居表示により高島平の町名が発足し、同年8月に都営地下鉄6号線志村駅が高島平駅に改称されてからは仮称・東武高島平線として予定されていた。）を建設するという内容の各社分掌も盛り込まれた。この合意に基づき、同年11月には3事業者により「6号線建設および相互直通運転に関する覚書」が締結された。この間、都交通局は1964年3月に大手町 - 巣鴨間の地方鉄道敷設免許について営団からの譲受を申請した。さらに同年10月に泉岳寺 - 大手町間および巣鴨 - 志村間の免許申請を行い、3区間とも認可され、同年12月18日に泉岳寺 - 志村間の地方鉄道敷設免許が交付された。東京都（交通局）は、営団地下鉄へ567万4,250円を支払うことで譲渡を受けている。
一方、軌間変更により都交通局では馬込検車場の共用ができなくなったことから、6号線専用の車両基地が新たに必要になり、公団住宅蓮根団地西側の用地を蓮根検車場として使用する計画を追加したが、後に志村検車場（現・志村車両検修場）の設置に変更された（計画変更の経緯は後述）。
上記の経緯から、都交通局と東急は建設計画について歩調を合わせる考えを示し、また都交通局と東武はATSを共同で開発するなどの協力体制が採られた。その上で都交通局は6号線（三田線）について車体寸法や保安装置などの面で東武鉄道の規格を踏襲する「6号線直通車両規格」を制定し、直通運転実施路線は東武東上本線・東武東上支線（高島平線）・都営三田線・東急泉岳寺線・池上線・大井町線・田園都市線（未成線以外は2019年現在の線路名称による）となることが一度は決定した。
ところが、翌1965年（昭和40年）1月に東急は突如として6号線（三田線）への乗り入れ計画を中止する意向を示した。距離的にも時間的にも乗客の利便増進に資するものではないという東急の経営判断によるものであった。東急はその代替として営団3号線（銀座線）への乗り入れを目指す計画に変更したため、泉岳寺線計画は撤回された。これにより6号線（三田線）南側の直通運転計画は宙に浮いた。
三田駅以南の計画が定まらないまま、都営地下鉄6号線は東武東上線との相互乗り入れを準備しつつ、当面の間志村（高島平）駅 - 三田駅間のみで営業することになり、1968年（昭和43年）から1973年（昭和48年）にかけて開通した。1968年12月の巣鴨 ‐ 志村間開通時に導入された6000形の行先方向幕には志木・大和町・上福岡・川越市など、東武東上線相互乗り入れを想定したコマも含まれている。しかしその数年後には東武鉄道も、都心へ向けて大きく迂回するルートであること、および池袋駅に乗り入れないため、東武百貨店をはじめとした池袋地区の開発に資さず、東上線にとっての線増効果をもたらさないと見込まれることを理由として、営団8号線（有楽町線）に乗り入れ先を変更する旨を都交通局に通知した。この件で都交通局は東急・東武に対して抗議を行ったが、結局は両社の意向に押し切られた。
高島平駅 - 西高島平駅間は前述の通り東武高島平線であったが、都交通局が高島平西部へのアクセス路線として1972年（昭和47年）12月21日に東武鉄道から免許を譲り受け、着工・延伸することになった。なお、東京都の都市計画ではその後も西高島平 - 和光市間（3.3 km）の都市高速鉄道第6号線は廃止されておらず、現在も西高島平駅から都県境までの計画区域が残ったままとなっている（埼玉県側については不明）。

#### 東急・東武相互乗り入れ計画時の案ダイヤ
東急泉岳寺線桐ヶ谷 - 東武東上線大和町（やまとまち）間の3事業者による路線建設計画・相互乗り入れ運転計画策定当時の1964年に都交通局が制作した都営地下鉄6号線の案ダイヤの中で一番有力なものとされたのは、東武東上線内での列車は、日本住宅公団による霞ヶ丘団地および上野台団地の最寄駅で引き上げ線も用意されている上福岡駅で折り返す列車を多数設定する（一部の列車は川越市駅・東松山駅まで運転）内容であった。当時、上福岡駅の2駅手前であった志木駅でも折り返しは可能であり、東急の乗り入れ計画中止後に都交通局で作られた都営地下鉄の案ダイヤでは、志木駅折り返し列車を多数設定していたものもあった。
一方東武側の案ダイヤは、都心側において当初は泉岳寺駅（東急との乗り入れ計画策定時点）、後に御成門駅（東急との乗り入れ計画中止後）で折り返す列車を軸に、一部東急線方面に向かわせる内容であった。また東急側の案ダイヤでは新板橋駅で折返す列車を基本とし、一部志村駅（高島平駅）発着や東武線方面に直通することをそれぞれ検討していた。

#### 東急泉岳寺線の建設計画
東急では泉岳寺線に関して、五反田駅を高々架から地下に移設した上で泉岳寺駅 - 五反田駅間で1号線（浅草線）と並行させ（前述の通り、途中駅は都営地下鉄の仮称・二本榎駅、すなわち高輪台駅のみで、東急線に途中駅は設けない）、五反田駅以西は戦時中に廃止していた桐ケ谷駅（大崎広小路駅と戸越銀座駅の中間に位置していた）を大崎広小路駅の代替として復活し、戸越銀座駅付近まで新規路線を建設して既存の池上線と接続する計画を立てていた。戸越銀座駅以西については旗の台駅を改良して、池上線と（旧）田園都市線（大井町線）との連絡線を設けて接続し、二子玉川園駅（現・二子玉川駅）を経て、そのまま現・田園都市線長津田駅に直通する計画であった。
泉岳寺線の開業と同時に池上線の桐ケ谷駅 - 五反田駅間は廃止が計画されていた。6号線から乗り入れてくる列車の東急線内折り返しは鷺沼駅および長津田駅（および将来的には一部の列車を当時延伸計画中であった中央林間駅まで延長）で計画されていた。

### 新たな延伸計画とその撤回
1972年（昭和47年）3月1日運輸大臣提出の都市交通審議会答申第15号において6号線の新たな延伸計画が立てられ、「桐ヶ谷方面－大和町（和光市）方面」が「大宮市西部…浦和市西部－戸田市西部－高島平－清正公前（現・白金高輪駅）…港北ニュータウン（横浜市）」に改められ、和光市駅－高島平駅間の東武高島平線計画は正式に撤回された。1971年に発表された当初の港北ニュータウン計画では、都営地下鉄6号線を西馬込から港北ニュータウンを経由して中山駅まで延伸する計画が盛り込まれていた。計画書には横浜市営4号線とともに東京6号線が鉄道計画の根幹をなしており、相当に具体的な駅の設置場所とともに東京6号線の延伸が必須であるという書き方がなされている。
しかし1985年（昭和60年）7月11日の運輸政策審議会答申第7号において、この計画は目黒駅止まりとなり、東急目蒲線と相互乗り入れを行うことが決まり、同時に三田線の港北ニュータウン延伸計画は撤回された。この決定を受けて、以前制定していたが事実上廃止となった「6号線直通車両規格」とは別の「相互直通運転における東急目黒線・南北線・三田線との直通車両申し合わせ事項」と称する新たな直通車両規格を、都交通局他2者において新たに制定した。
一方北側については、1976年（昭和51年）5月に開業した西高島平駅から北進し、荒川を橋梁で渡り、新大宮バイパスの上下線間にあった当時未開通の自動車専用道路予定地を活用して北上し、国鉄武蔵野線西浦和駅を通り、大宮市西部（現在のさいたま市西区）まで延伸するという計画が立てられた。しかし、都外への延伸は沿線自治体議会の理解を要することや、1985年9月30日の国鉄埼京線開業の影響もあり、上記の運輸政策審議会答申第7号でこの計画は削除され、1990年以降同ルートには首都高速5号池袋線の延伸区間と首都高速埼玉大宮線が順次開通した。

### 全線開通、東急目黒線との相互乗り入れ実現
以上の経緯を経て、東急との乗り入れは当初計画の泉岳寺線・池上線・田園都市線（後の大井町線）から目黒線へと、対象路線は変わったものの実現することとなった。これを受け、東京都交通局では1989年（平成元年）3月30日に三田 - 清正公前（仮称時・現在の白金高輪）間 1.7 kmの第1種鉄道事業免許を、清正公前 - 目黒間 2.3 km は第2種鉄道事業免許の申請を行い、同年5月24日に事業免許を取得した。この免許交付時点で、目黒延伸は1995年（平成7年）10月開業予定とされていた。各種手続きを経た、1992年（平成4年）7月17日に延伸区間の建設工事に着手した。
合わせて、三田線は開業から20年ほどが経過していることから、営団（当時）・東急・東京都の3者間で相互直通車両規格を定め、三田線の保安装置ATC化・列車無線の更新・乗り入れ車両は8両編成とするなどが盛り込まれた（ただし、目黒開業時点での8両編成化は見送られた）。
なお、1964年（昭和39年）12月に取得していた泉岳寺 - 三田間の地方鉄道敷設免許は、1972年（昭和47年）に清正公前 - 三田間に変更する起業目論見変更申請の状態となっていたが、清正公前以南の路線ルートが正式に決まっていないことから、処分保留となっていた。前述の免許取得と同時処分により、前述した泉岳寺 - 三田間の第一種鉄道事業免許の廃止許可と、起業目論見変更申請は交通局に返付された。
当初は1995年度の開業を予定（前述）していたが、建設工事の遅れから1997年度→1999年度、最終的には2000年度（2000年秋）まで延期した。2000年（平成12年）1月24日にはトンネル完成式およびレール締結式が実施された。最終的に東京6号線は西高島平駅 - 目黒駅間の路線として、2000年9月26日に全線開通した。
なお、乗り入れに先立って1999年（平成11年）12月3日に保安装置をT形ATSからATC方式に切り替え、列車無線を誘導無線（IR）方式から空間波無線（SR）方式に切り替えた。2000年（平成12年）4月からは自動列車運転装置（ATO）を使用開始したほか、乗り入れ直前の9月22日からは車掌乗務を省略したワンマン運転を開始した。ワンマン運転時のホーム上の安全確保のため、全駅にホームゲートを導入したことで各駅の停車時分が増加するが、ATCの導入による最高速度を向上（70 km/h→75 km/h） させることで、従来からの運転時分を確保した。
港北ニュータウン地区への鉄道建設についても、2008年6月22日に乗り入れ先の東急目黒線列車運転区間が武蔵小杉駅から日吉駅まで延伸され、同駅にて連絡する横浜市営地下鉄グリーンラインが港北ニュータウンを抜けて中山駅までを結ぶという形で実現された。
なお、営業区間確定前の東京都の公式文書において、三田線の正式な起点は上記の理由から泉岳寺駅となっていた。そのため関係官庁に届け出る文書では未成線である泉岳寺駅 - 三田駅間を加えた実キロ数が記入していたものもあったが、目黒開業時までに正式起点を目黒駅に改め、実キロ数も泉岳寺駅起点のものから目黒駅起点のものに書き換えられた。

### 編成の増強と相模鉄道への乗り入れ実現
東急目黒線は、2023年3月18日に開業した東急新横浜線・相鉄新横浜線を経由して相鉄本線・相鉄いずみ野線への直通運転が開始されている。後述するように乗り入れ対応の車両である6500形の導入計画を有している。また、東急目黒線の武蔵小杉駅の乗降客数の著しい増加と、新規に乗り入れる予定の相鉄に合わせて、この乗り入れ開始時までに三田線の8両編成化が計画されており、地上設備についても8両編成対応に順次改修を予定している。
6300形3次車については、相鉄直通対応工事を実施する予定との報道が2018年にあったが、その後2022年にコスト高などを理由に消極的と報道された。
相鉄側では21000系が目黒線・三田線・南北線・埼玉高速鉄道直通対応として製造され、東急側でも3020系を新造しており、また東急目黒線所属の既存車両（3000系と5080系）も8両編成化して相鉄直通対応を実施した。また、都交通局の車両においても8両編成の新型車両6500形を13本導入している。
三田線については、2019年時点では東急新横浜線側への乗り入れを先行して調整している段階であり、その調整の終了後に相鉄・東急・東京都交通局の3者間で乗り入れ協議を開始することになっている。相鉄 - 東急 - 都営地下鉄の3者直通列車運転も終日されるが、都交通局側では6500形の投入が行われてはいるものの、落成時点では6500形は相鉄直通対応ではない（列車無線の台座や、転落防止幌の台座の用意といった相鉄線直通対応準備工事のみ実施）ことから、相鉄側では当面は片乗り入れとし、運用する車両も6500形の対応工事実施までは東急車と相鉄車のみとなる。
これに先立ち、都交通局では相鉄との相互乗り入れの準備として、「ダイヤ作成支援システム三田線 相鉄線乗入れ改修委託」を日立製作所と随意契約の上で見積をしていることが2020年12月に明らかとなった。また、2021年には相鉄21000系第1編成が、まずは東急に貸し出されて各種試験を実施し、元住吉検車区や東急目黒線への入線試験を実施した後に、三田線にも入線試験を実施した。三田線入線試験実施期間中は志村車両検修場に留置していた。

## 沿線概況
三田線は、東京都交通局が担当する志村（現・高島平） - 三田間を、全6区間に分けて建設を行った。
- 第1期 志村 - 新板橋間
- 第2期 新板橋 - 巣鴨間（第1・2期同時開業[66]）
- 第3期 巣鴨 - 水道橋間
- 第4期 水道橋 - 大手町間
- 第5期 大手町 - 日比谷間（第3 - 5期同時開業[67]）
- 第6期 日比谷 - 三田間

その後、西高島平 - 高島平間、三田 - 白金高輪間が建設されている。

### 地下区間
地下区間の建設にあたっては、首都高速道路やほぼ全区間にわたって共同溝の計画、また地上道路の立体交差（高架橋方式の橋脚またはアンダーパス道路）の計画があり、三田線トンネルと競合しないよう配慮した構造とした。
志村坂上 - 千石間は中山道・白山通り（国道17号）の道路下を、白山 - 神保町間は白山通り（都道301号）の道路下を、大手町 - 三田間は日比谷通りの道路下を、開削工法によって建設した。道路下から大きく外れる千石 - 白山間、神保町 - 大手町間は民有地の地下を通過することから、シールド工法（後述）によって建設した。巣鴨駅の南側では、駅前の巣鴨橋（国道17号が山手線・山手貨物線を跨ぐ橋）が三田線の建設工事に支障することから、橋の架け替えが実施された。
大手町駅（厳密には日本橋川の神田橋付近）から日比谷駅にかけては千代田線との並行区間（同時施工・営団が東京都から受託施工）となっており、日比谷通りの地下を千代田線は東側、三田線は西側（皇居側）を通っており、両線のトンネルが一体構造となっている。日比谷通りの幅員の制約により、千代田線と三田線の駅を並べて設置することはできないことから、約2 kmの並行区間に約500 m間隔で駅を設置することとし、北から南にかけて千代田線大手町駅、三田線大手町駅、千代田線二重橋前駅、三田線日比谷駅、千代田線日比谷駅が交互に設けられている。
当初終点であった三田駅は地上用地の制約から、行き止まり駅ながら上下2段式のホーム構造で、折り返しには芝公園駅の三田駅寄りに設置した両渡り分岐器を使用して単線並列運転を行っていた。これは泉岳寺方面への延伸を想定した暫定的なものとしたが、この状態は目黒方面の延伸まで約27年間続いた。
一部区間ではシールド工法や特殊な工法を採用している。
シールドトンネル区間
- いずれのシールドトンネルは圧気工法、人力による手掘り式シールド機械である。
- 千石 - 白山間の白山工区の延長836.85 mのうち773.35 m（白山シールド）。シールド機外径10.72 mの大断面複線シールド。
  - この区間には、三田線に沿って通る旧白山通り（国道17号）があるが、鉄道の曲線と合わないこと、交通量が多く車線規制を伴う開削工法ができないことから、東寄りの住宅街の地下をシールドトンネルで通過している。千石駅から南東方向へ向かい、国道17号を横切って東側の住宅街の地下を通り、白山駅の手前で国道17号を横切って同駅に至る。
  - この区間は地下水が豊富な場所であり、地上への影響を避けるため慎重な工法が求められた。このため、先行して両端からパイロットトンネル（直径2.6 mのシールドトンネル・先導トンネル）を施工して地下水位を低下させてから本体シールドを施工した。

- 水道橋 - 神保町間の西神田工区の延長631.0 mのうち402.0 m（西神田シールド）。シールド機外径7.2 mの単線並列シールド。
  - 白山通り（都道301号）三崎町交差点から神保町交差点手前までの単線並列シールドで、地上道路は交通量が非常に多いことや病院・学校が密集している地域であることから、シールド工法で施工した。

- 神保町 - 大手町間の錦町工区の延長423.843 mのうち344.843 m（錦町シールド）。シールド機外径10.72mの大断面複線シールド。
  - 学士会館裏手にある東京都交通局錦町変電所・換気所下 - 神田橋手前付近（神田錦町）。シールド通過地点の近くにある複数の地上ビルには、建物防護工を施工した。

凍結工法（河底横断箇所）
- 水道橋駅の南側、水道橋下・神田川河底部（延長39.0 m）では両岸にケーソン（潜函）を沈下させ、その間約23.0 mを凍結させることで掘削した。
- 神保町 - 大手町間、神田橋工区の日本橋川河底部・延長83.2 m。半径170 mの急曲線に位置する場所で、施工区間に立坑3基（総延長20.6 m）を建築し、その間を凍結させることで掘削した。この場所は神田橋・首都高速都心環状線神田橋出入口（外回り出口）の真下にあたる。なお、三田線と並行する千代田線も同様の凍結工法で施工している。
- 芝公園駅の南側（芝公園駅A1・A2出口への連絡通路含む）、芝園橋下・古川河底部（延長55.0 m）では、凍結工法併用水平鋼管矢板圧入工法（後者はアーマー工法とも呼ばれる）を採用した。これは当工区の西側（上流側）に古い下水道管があることと東側（下流側）にはガス管があり、そのまま凍結工法を施工した場合、下水管・ガス管が損傷するおそれがあるためである。また、三田線トンネルの建設と並行して、西側には共同溝が同時施工されている。
  - 両岸に立坑を建設して河底を凍結させ、三田駅側の立坑から特殊圧入機（油圧ジャッキ）を使用して直径26.7 cmの鋼管（アーマー管）を河川横断部33 m（6.6 m長を5本溶接）に渡って連続圧入し、これをトンネル掘削の支保工とするものである。また、河川横断部の凍結させた地盤の支持、また河底からの水の浸水防止を図るものでもあり、さらに支保工として上床板から下床板に向かってトンネルを構築する逆巻工法で施工した。鋼管（アーマー管）は三田線トンネル・共同溝上部に53本（幅18.408 m）、左右側部に33本ずつ（天地方向11.682 m）、計119本が圧入された。

三田 - 白金高輪間
延伸区間のうち、白金高輪 - 目黒間および共同使用駅となる白金高輪駅の建設・設計は営団地下鉄（当時）に委託した。東京都交通局では上下2段の開削トンネルを施工する芝工区（延長150 m286）と上下2段のシールドトンネルを掘削する三田シールド工区（延長1,310 m）を施工した。
芝工区は、三田駅の白金高輪寄り 42 m の改造工事と、地上には多数のビルが立ち並んでおり、建設工事に支障する中層ビル8棟をアンダーピニング（下受け）しながら上下2段の開削トンネルを構築する普通部108 mから構成される。
三田シールド工区は、白金高輪から三田駅方面に向かって2本のシールドトンネルを施工する区間である。技術の進歩によりシールドマシンは機械式の泥水加圧式シールド機2基が使用され、掘削区間には半径160 mの急曲線、35‰の急勾配があり、これらに対応した中折れ機構を備えている。この区間は民有地の地下を通過すること、また通過する地上道路（港区特別区道第1024号など）の道幅が狭いことから、上下2段の単線並列（縦列）シールドトンネルで施工した。

### 地上区間
志村坂上駅より北西側、西高島平駅までの区間は地上高架線となっていて、三田線は都営地下鉄の路線で最長距離の地上区間 (5.2 km) を持つ。志村坂上駅 - 志村三丁目駅 - 蓮根駅 - 西台駅の間ではS字カーブが連続するが、これは本路線の計画段階において、志村地域のルートが幾度も変更された名残りである。
1962年（昭和37年）に都市交通審議会答申第6号で示された北側の終端「志村」へ至るルートは、当時営業中の都電志村線（41系統）を踏襲する形で、現在の志村坂上駅からそのまま中山道を北上し、板橋区長後二丁目（現・坂下二丁目）で新河岸川に架かる志村橋の手前へと至るものであった。ところが、その後埼玉県方面への延伸を検討した際、志村坂上から北上して地下方式のまま河川をくぐり抜けるためには勾配が急になり過ぎることと、新河岸川・荒川の河川下工事が地質上困難で莫大な費用が掛かることが判明した。このため、志村坂上以北は地上に高架線を建設して、河川を橋梁で越えるように計画変更を目論んだが、中山道沿いには支障物件が多かったため、ルートを西側に変更して、現在の志村三丁目駅 - 蓮根駅を経由し、そのまま北上して蓮根三丁目の蓮根橋手前へ至り、そこに「志村駅」を設置する案が策定された。
その後1964年（昭和39年）に「志村駅」における6号線と東武東上線の相互乗り入れ計画が盛り込まれ、翌1965年（昭和40年）には板橋区土地区画整理事業により、旧徳丸ヶ原水田地区に大規模団地を造成する方針が決定した。これにより増加が見込まれる地域住民のアクセスの便を考慮し、また先述の計画変更で取り止めとなった馬込検車場使用計画の代替として、公団住宅蓮根団地の西側、志村西台町（現・高島平一丁目付近）に建設を予定していた車庫へ向かう引込線用地の一部を本線に転用し、車庫建設地を同町内北部（現・高島平九丁目に位置する志村車両検修場）に再度変更した上で、西台駅 - 高島平駅に至る現在のルートを形成することになった。以上の経緯により、地上区間において連続する急カーブが設けられることになった。
S字カーブ区間の最小曲線半径は、志村坂上 - 志村三丁目間が298メートル（制限速度60 km/h）、志村三丁目 - 蓮根間が211メートル（制限速度50 km/h）、蓮根 - 西台間が162メートル（制限速度40 km/h）となっている。また1976年（昭和51年）5月6日開業の高島平 - 西高島平駅間は一部を除きスラブ軌道となっている。

## 運転
| 系統＼駅名 | 系統＼駅名 | 系統＼駅名           | 直通先  | 目黒 | …   | 白金高輪 | …         | 西高島平  |
| ---------- | ---------- | -------------------- | ------- | ---- | --- | -------- | --------- | --------- |
| 運行 本数  | 三田線     | 東急線内 急行        | ←海老名 | 2本  | 2本 | 2本      | 2本       | 2本       |
| 運行 本数  | 三田線     | 東急線内 各停        | ←日吉   | 4本  | 4本 | 4本      | 4本       | 4本       |
| 運行 本数  | 三田線     | （白金高輪折り返し） |         |      |     | 4本      | 4本       | 4本       |
| 運行 本数  | 南北線     | 東急線内 急行        | ←新横浜 | 1本  | 1本 | 1本      | 浦和美園→ | 浦和美園→ |
| 運行 本数  | 南北線     | 東急線内 急行        | ←新横浜 | 1本  | 1本 | 1本      | 赤羽岩淵→ | 赤羽岩淵→ |
| 運行 本数  | 南北線     | 東急線内 各停        | ←新横浜 | 1本  | 1本 | 1本      | 浦和美園→ | 浦和美園→ |
| 運行 本数  | 南北線     | 東急線内 各停        | ←新横浜 | 1本  | 1本 | 1本      | 赤羽岩淵→ | 赤羽岩淵→ |
| 運行 本数  | 南北線     | 東急線内 各停        | ←日吉   | 1本  | 1本 | 1本      | 浦和美園→ | 浦和美園→ |
| 運行 本数  | 南北線     | 東急線内 各停        | ←日吉   | 1本  | 1本 | 1本      | 赤羽岩淵→ | 赤羽岩淵→ |

目黒駅から東急目黒線・東急新横浜線を経由し、相鉄新横浜線の西谷駅より相鉄本線の海老名駅及び相鉄いずみ野線の湘南台駅まで相互直通運転を実施している。白金高輪駅を起・終点とする列車のほとんどは同駅で埼玉高速鉄道線・南北線からの目黒方面発着の列車との接続がとられている。ラッシュ時には高島平駅を始発・終着とする列車（出・入庫列車）がある。2017年3月25日のダイヤ改正までは御成門駅折り返しもあった。東急線直通列車については、東急線内での列車種別（各駅停車、急行）で案内している。
ATOを装備しており、基本的にATOを使用して自動運転を行っている。
2004年12月23日から2009年まで、臨時列車「みなとみらい号」が高島平駅 - 横浜高速鉄道みなとみらい線元町・中華街駅間で運行されていた。末期を除いて行楽シーズンに1 - 2か月に1回の割合で設定されていた。この列車には特製のヘッドマークを取り付けていた。三田線内は各駅停車であった。
大晦日の終夜運転を開業から1972年までと1986年以降実施している。2000年以降はこの時のみ目黒駅発着の列車が運転されている。また、2014年より水道橋駅が最寄りの東京ドームでのコンサートイベントへの対応として、一部時間帯で終夜運転列車を増発して以降は、新板橋駅発着（2014年度のみ）や1往復のみ三田駅発着の列車も設定されている（2014年度に設定開始。2014年度のみ新板橋駅発着、2015年度は高島平駅発着。2016年度、2017年度は南行西高島平駅発、北行高島平駅着で設定。目黒駅発着列車と同様に終夜運転のみの設定であり、芝公園駅南方の非常渡り線を使用して転線している）。なお、2016年度より終夜運転の本数が縮小され、これまで基本的に30分間隔（1時台のうち、三田駅発着列車が入る場合を除く）であったものを、午前2時台 - 4時台の間は1時間間隔に減便した。
終夜運転以外では、8月に行われるいたばし花火大会では、2010年頃まではこの時しか運転されない巣鴨駅発着が臨時運転されていたが、後に巣鴨駅発着は御成門駅発着に延長され消滅した。しかし、御成門行きもこの時限り運転される列車である。
6500形が運転を開始して以降、臨時列車には6300形と共に6両編成・8両編成問わず充当される。
2006年9月25日より東急目黒線直通列車の一部が東急線内にて急行列車としての運行を開始した。東急線区間で急行運転が開始された後も、三田線内は全列車が各駅停車での運転となっている。また、三田線内では都営6300形においては日吉方面行き急行を除いて種別表示を行わないが、他の車両では「各駅停車」または「各停」と表示される。
日中は30分サイクルのパターンダイヤであり、三田線内（西高島平駅 - 白金高輪駅間）は6分間隔である。30分に相鉄線海老名駅発着が1本（東急線内急行）、東急線日吉駅発着が2本、白金高輪駅発着が2本運転される。このうち、東急線内急行運転の列車は白金高輪駅での南北線列車との接続を行わない。新横浜駅周辺で大規模イベントが開催される場合は日吉駅発着列車が新横浜駅まで延長運転される。
2008年6月22日のダイヤ改正までは、日中は西高島平 - 白金高輪間と西高島平 - 武蔵小杉間が交互に運転されていた。
2016年10月21日のダイヤ改正では、平日の朝に高島平 - 御成門間で1往復増発された。これにより、2008年6月22日のダイヤ改正で消滅した通常ダイヤにおける定期列車の御成門駅発着が復活したが、2017年3月25日のダイヤ改正で東急目黒線直通列車に変更され再度消滅した。ただし、御成門駅発着列車自体は前述のいたばし花火大会開催時の臨時列車で設定されている。

## 利用状況
2020年（令和2年）度の朝ラッシュ時最混雑区間（南行、西巣鴨→巣鴨間）のピーク時（7:40 - 8:40）の混雑率は129%である。
都営地下鉄の4路線では最も輸送人員が少ない路線であり、2022年以降は8両編成の6500形導入を始め、東急車が8両編成に統一、相鉄車は最初から8両編成で直通開始するも、唯一の6両編成となった6300形が未だ多数残っており、他路線と同様に混雑する。板橋区内の11駅は一日平均乗降人員が4万人を下回るが新板橋駅まで接続路線がなく、山手線と接続する巣鴨駅までの区間が最混雑区間となっている。
開業以降の輸送実績を下表に記す。表中、最高値を赤色で、最高値を記録した年度以降の最低値を青色で、最高値を記録した年度以前の最低値を緑色で表記している。
| 年度               | 輸送人員 | 最混雑区間輸送実績 | 最混雑区間輸送実績 | 最混雑区間輸送実績 | 最混雑区間輸送実績 | 特記事項                                               |
| 年度               | 輸送人員 | 運転本数：本       | 輸送力：人         | 輸送量：人         | 混雑率：%          | 特記事項                                               |
| ------------------ | -------- | ------------------ | ------------------ | ------------------ | ------------------ | ------------------------------------------------------ |
| 1968年（昭和43年） | 66,269   |                    |                    |                    |                    | 12月27日、巣鴨駅 - 志村駅間開業                        |
| 1970年（昭和45年） | 89,931   |                    |                    |                    |                    |                                                        |
| 1972年（昭和47年） |          |                    |                    |                    |                    | 6月30日、日比谷駅 - 巣鴨駅間開業                       |
| 1973年（昭和48年） |          | 15                 | 12,600             | 22,562             | 179                | 11月27日、三田駅 - 日比谷駅間開業                      |
| 1975年（昭和50年） | 358,890  | 15                 | 12,600             | 25,560             | 203                |                                                        |
| 1980年（昭和55年） | 416,535  | 17                 | 14,280             | 28,120             | 197                |                                                        |
| 1985年（昭和60年） | 452,927  | 17                 | 14,280             | 24,813             | 174                |                                                        |
| 1989年（平成元年） |          | 17                 | 14,280             | 24,300             | 170                |                                                        |
| 1990年（平成02年） | 500,635  | 17                 | 14,280             | 23,730             | 166                |                                                        |
| 1991年（平成03年） |          | 17                 | 14,280             | 21,680             | 152                |                                                        |
| 1992年（平成04年） |          | 17                 | 14,280             | 21,775             | 152                |                                                        |
| 1993年（平成05年） |          | 17                 | 14,280             | 23,470             | 164                |                                                        |
| 1994年（平成06年） |          | 17                 | 14,280             | 21,422             | 150                |                                                        |
| 1995年（平成07年） | 484,725  | 17                 | 14,280             |                    | 172                |                                                        |
| 1996年（平成08年） |          | 17                 | 14,280             | 23,140             | 162                |                                                        |
| 1997年（平成09年） |          | 17                 | 14,280             | 27,085             | 190                |                                                        |
| 1998年（平成10年） |          | 17                 | 14,280             | 24,965             | 175                |                                                        |
| 1999年（平成11年） |          | 17                 | 14,280             | 21,960             | 154                |                                                        |
| 2000年（平成12年） | 467,824  | 20                 | 16,800             | 22,965             | 134                | 9月26日、目黒駅 - 三田駅間開業、東急目黒線直通運転開始 |
| 2001年（平成13年） |          |                    |                    |                    | 138                |                                                        |
| 2002年（平成14年） |          | 20                 | 16,800             | 21,952             | 131                |                                                        |
| 2003年（平成15年） |          | 19                 | 15,960             | 20,799             | 130                |                                                        |
| 2004年（平成16年） |          | 19                 | 15,960             |                    | 138                |                                                        |
| 2005年（平成17年） | 513,229  | 19                 | 15,960             |                    | 143                |                                                        |
| 2006年（平成18年） |          | 19                 | 15,960             | 23,186             | 145                |                                                        |
| 2007年（平成19年） |          | 19                 | 15,960             | 26,183             | 164                |                                                        |
| 2008年（平成20年） |          | 18                 | 15,120             | 22,199             | 147                |                                                        |
| 2009年（平成21年） |          | 18                 | 15,120             | 21,012             | 139                |                                                        |
| 2010年（平成22年） | 564,345  | 18                 | 15,120             | 22,533             | 149                |                                                        |
| 2011年（平成23年） |          | 18                 | 15,120             | 21,953             | 145                |                                                        |
| 2012年（平成24年） |          | 18                 | 15,120             | 22,311             | 148                |                                                        |
| 2013年（平成25年） |          | 18                 | 15,120             | 22,260             | 147                |                                                        |
| 2014年（平成26年） |          | 19                 | 15,960             | 23,883             | 149                |                                                        |
| 2015年（平成27年） |          | 20                 | 16,800             | 25,070             | 157                |                                                        |
| 2016年（平成28年） |          | 20                 | 16,800             | 26,165             | 156                |                                                        |
| 2017年（平成29年） |          | 20                 | 16,800             | 26,164             | 156                |                                                        |
| 2018年（平成30年） | 672,738  | 20                 | 16,800             | 26,546             | 158                |                                                        |
| 2019年（令和元年） | 678,499  | 20                 | 16,800             | 27,118             | 161                |                                                        |
| 2020年（令和02年） |          | 20                 | 16,800             | 21,726             | 129                |                                                        |

## 車両

### 東京都交通局の車両
- 6500形（8両編成）
2022年（令和4年）5月14日より運用開始[32][60]。
- 6300形（6両編成）
1993年（平成5年）6月23日より運用開始。

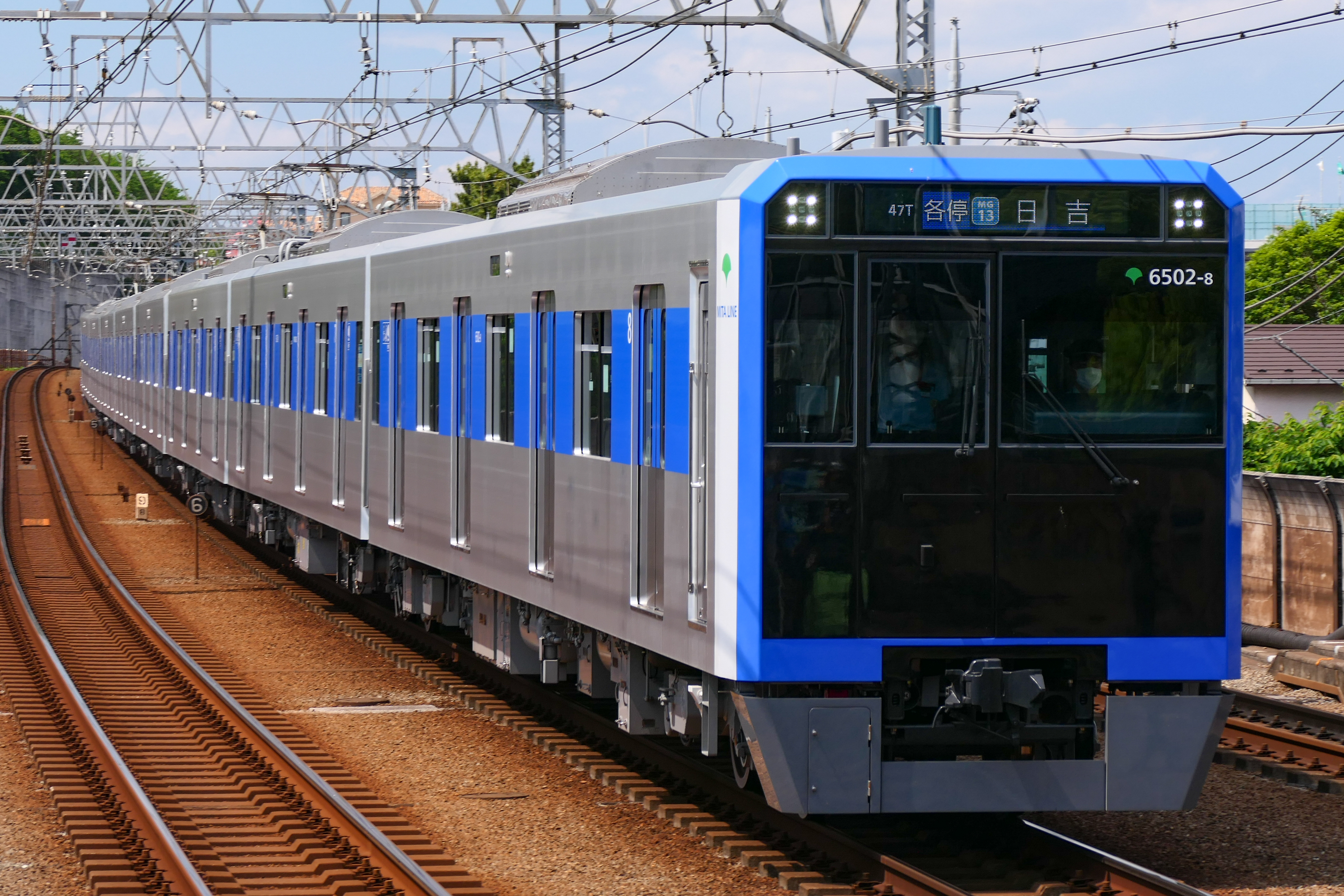
6500形
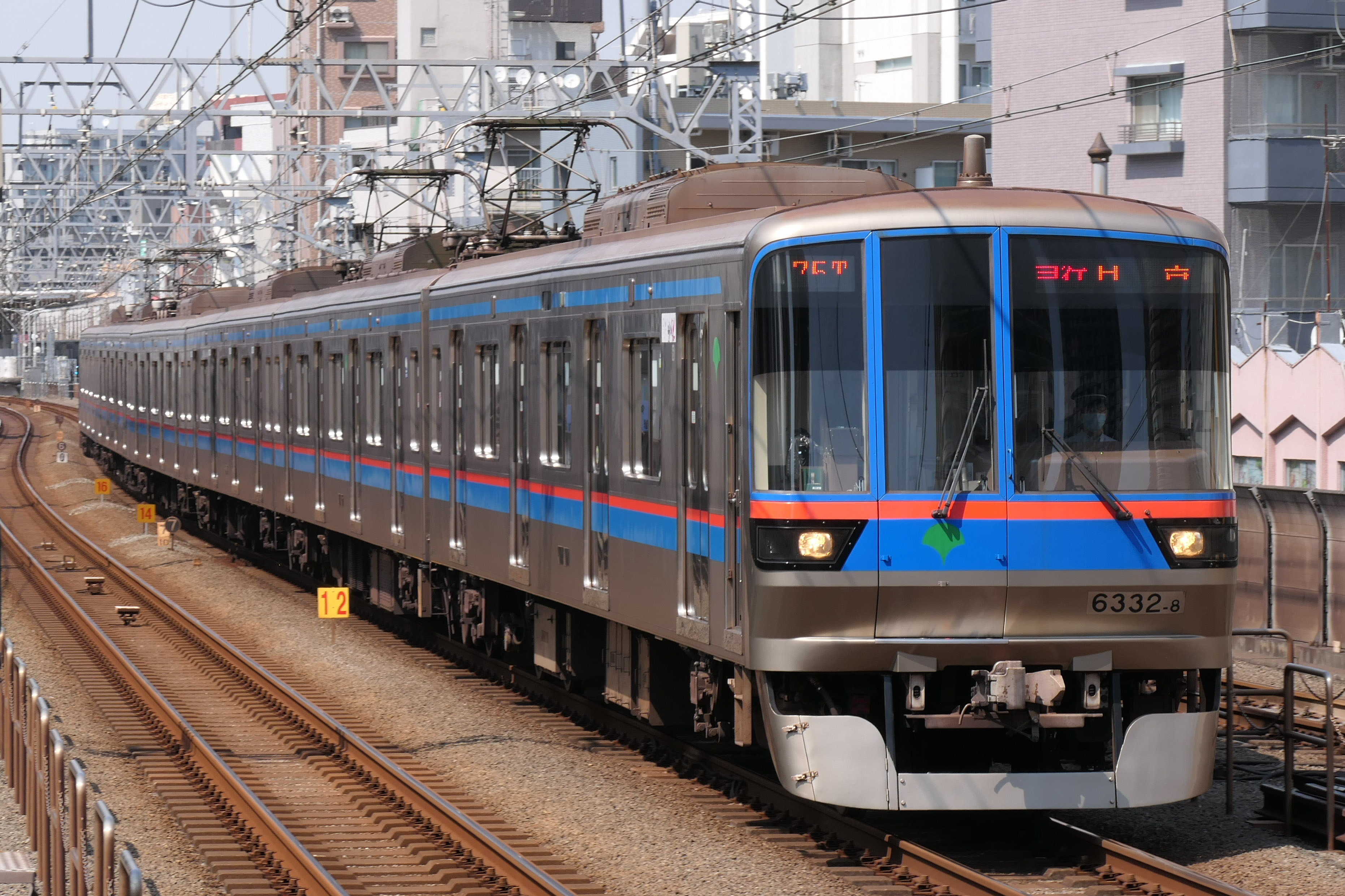
6300形

#### 過去の車両
- 6000形
- 10-000形（試作車）

東京都交通局（都営地下鉄）では第10号線（現在の都営地下鉄新宿線）用の車両として、1971年（昭和46年）に10-000形試作車を製作、電機子チョッパ制御や電気指令式ブレーキ、車内信号式自動列車制御装置（ATC）など当時最新の機器が搭載されたため、6号線（→都営地下鉄三田線）において性能確認試験が行われた。この当時、第10号線（→都営地下鉄新宿線）は建設中であったことから、三田線と新宿線では軌間が異なるが、10-000形試作車には6000形用の台車（軌間 1,067 mm）と主電動機を装着していた。
また、10号線では、乗務員の疲労軽減や安全性の向上を目的としてATOの導入を計画、10-000形試作車には三菱電機製の車上プログラム方式ATOが搭載された。1972年（昭和47年）初めから6号線（→都営地下鉄三田線）本蓮沼 - 志村三丁目間（南行線、約2 km）に10号線用の試作信号保安設備（車内信号式ATC含む）を併設し、終電後に線路閉鎖を行って各種試験・測定を行った。性能確認試験は、昼間時間帯には志村検車場（当時）で実施され、本線上で必要な走行試験はすべて前述の夜間終電後に実施した。走行試験は1971年（昭和46年）から1972年（昭和47年）まで、およそ2年間実施された。

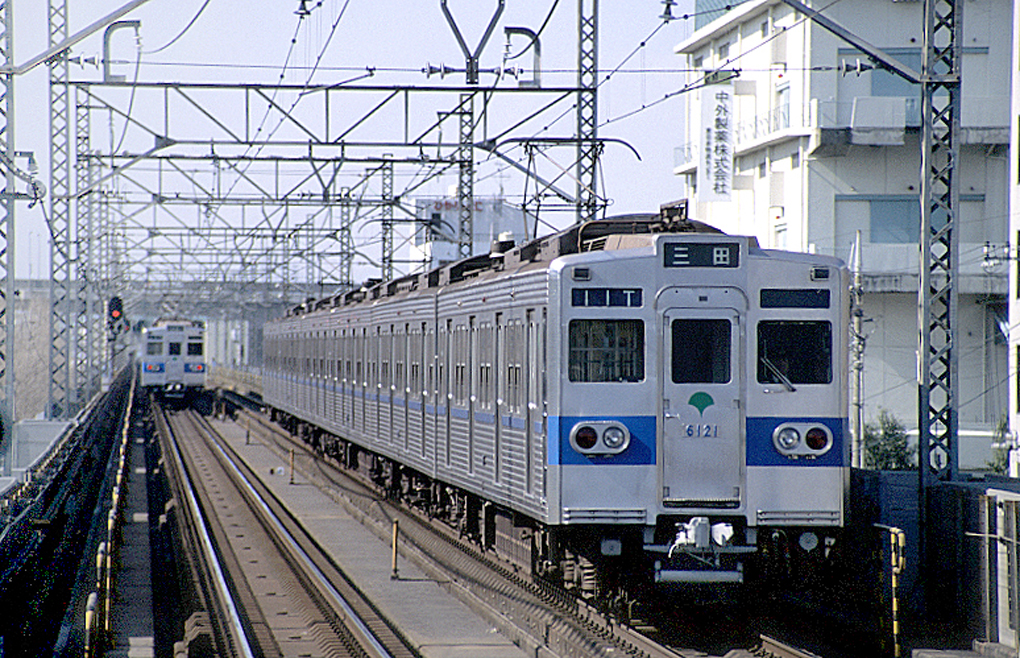
6000形
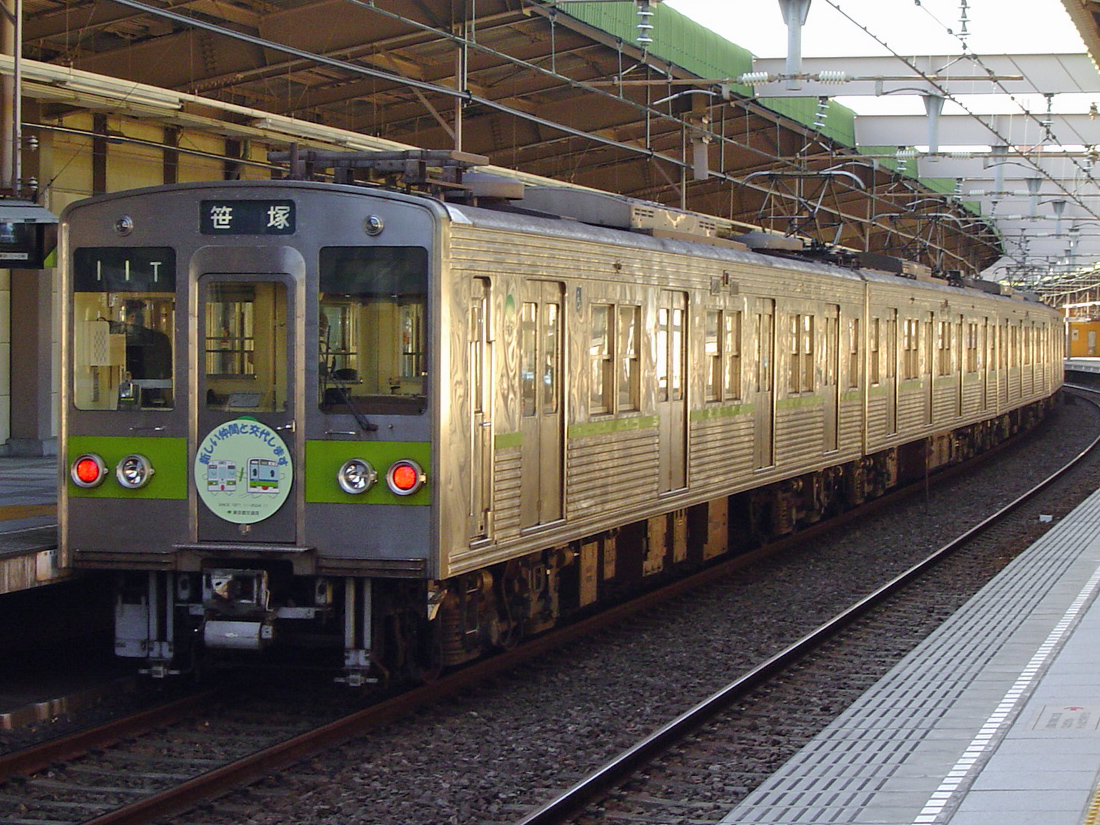
10-000形（試作車） 新宿線に転属後

### 乗り入れ車両
東急電鉄

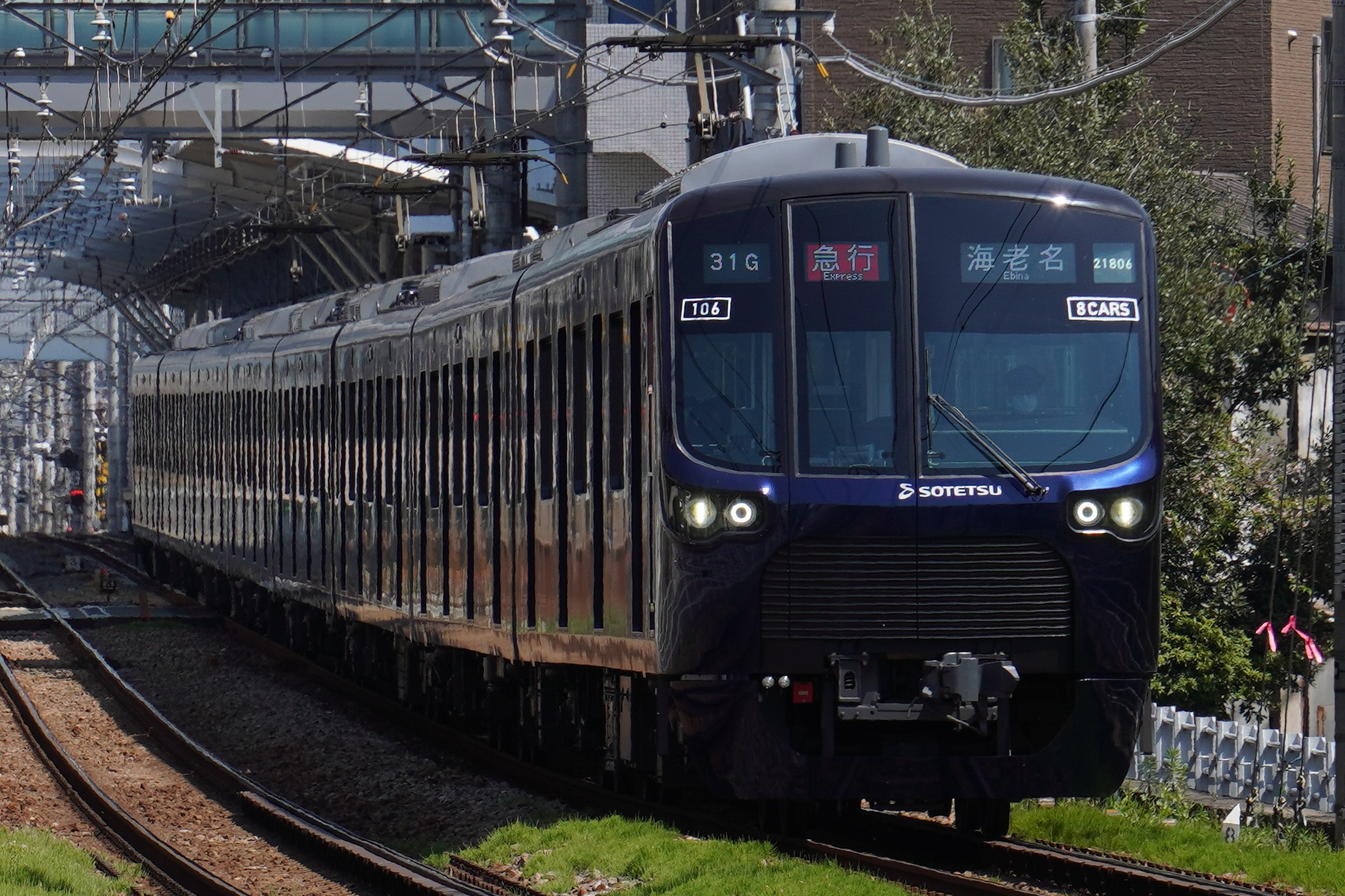
3020系（8両編成）
- 5080系（8両編成）
- 3000系（8両編成）

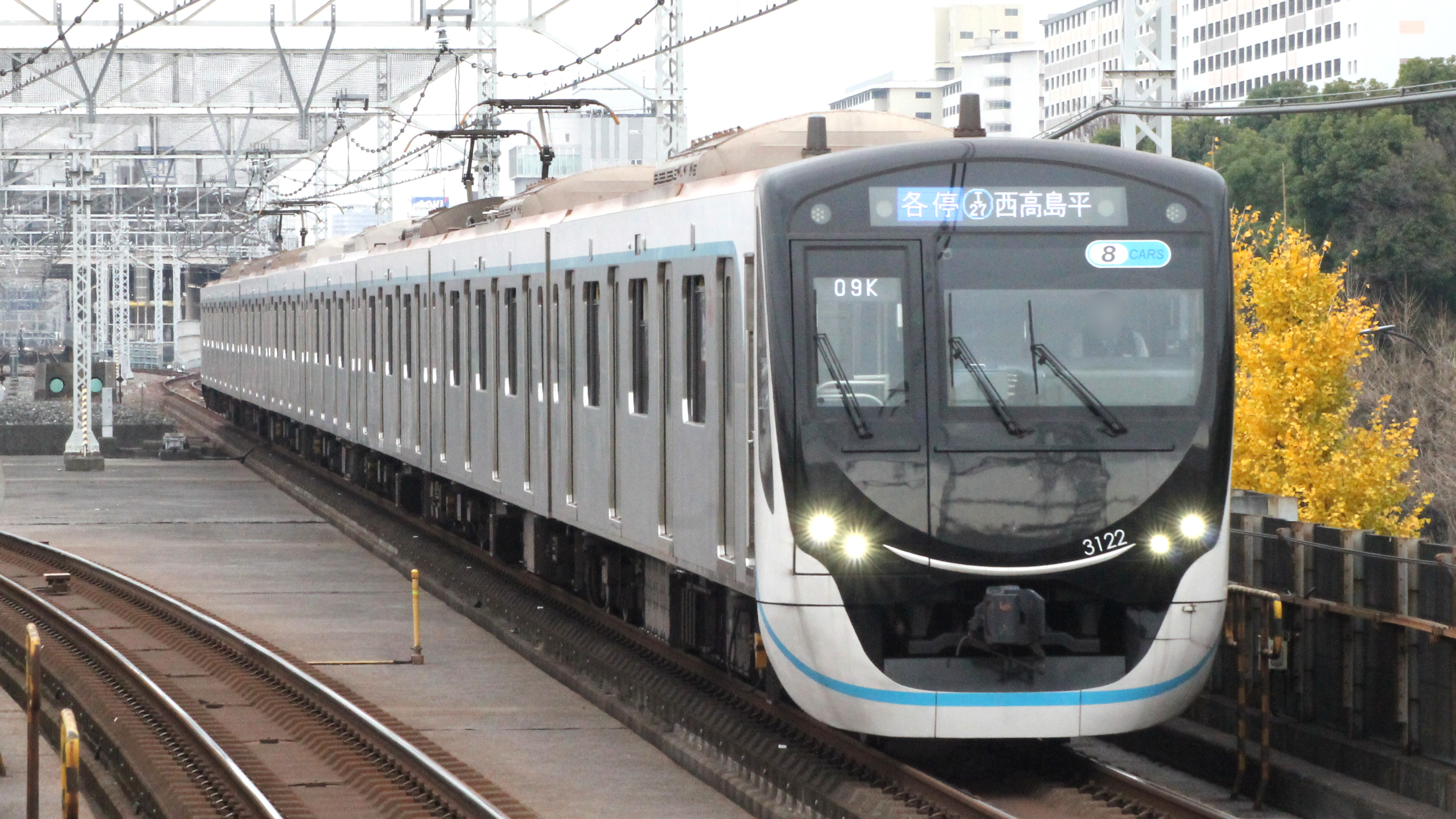
3020系
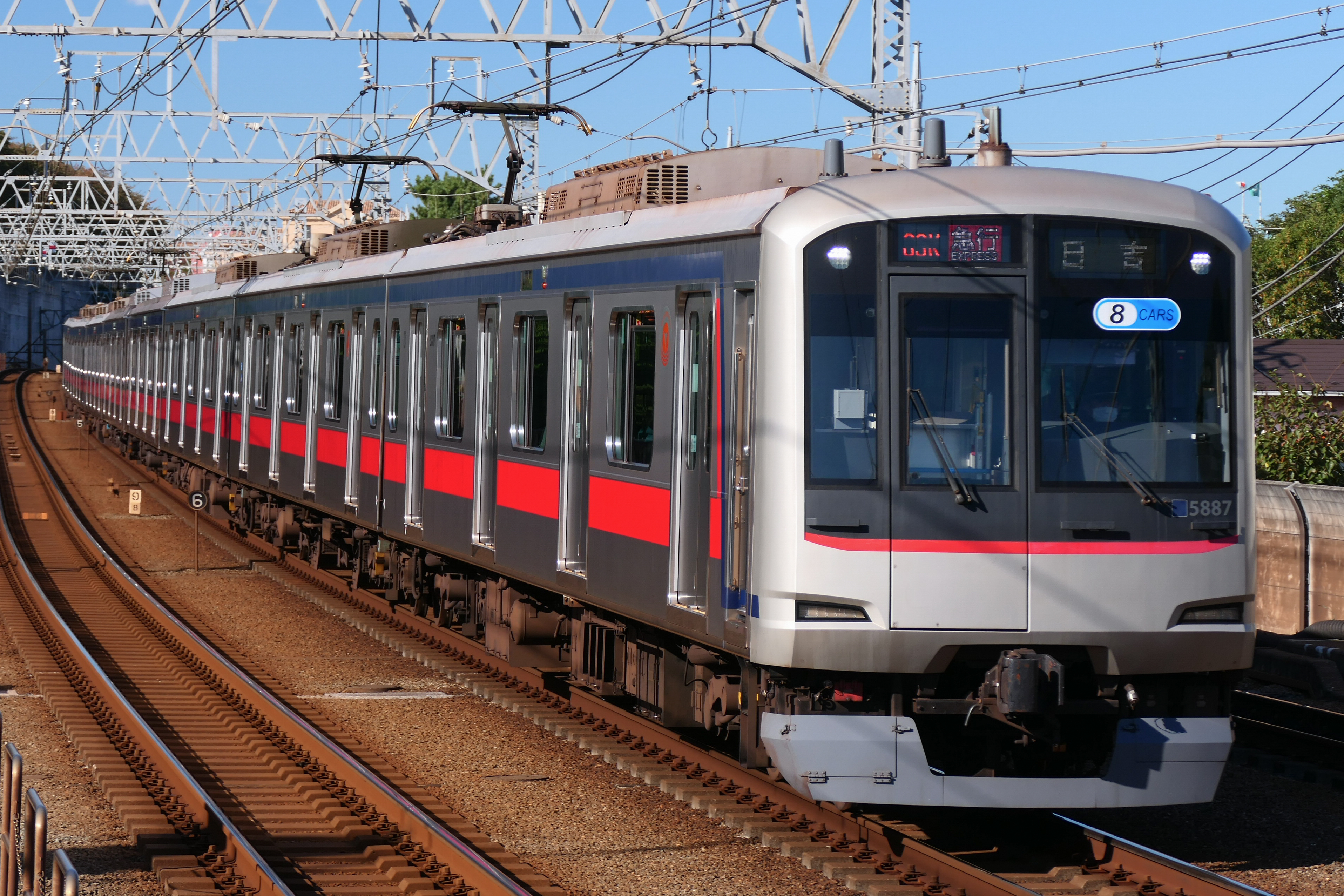
5080系
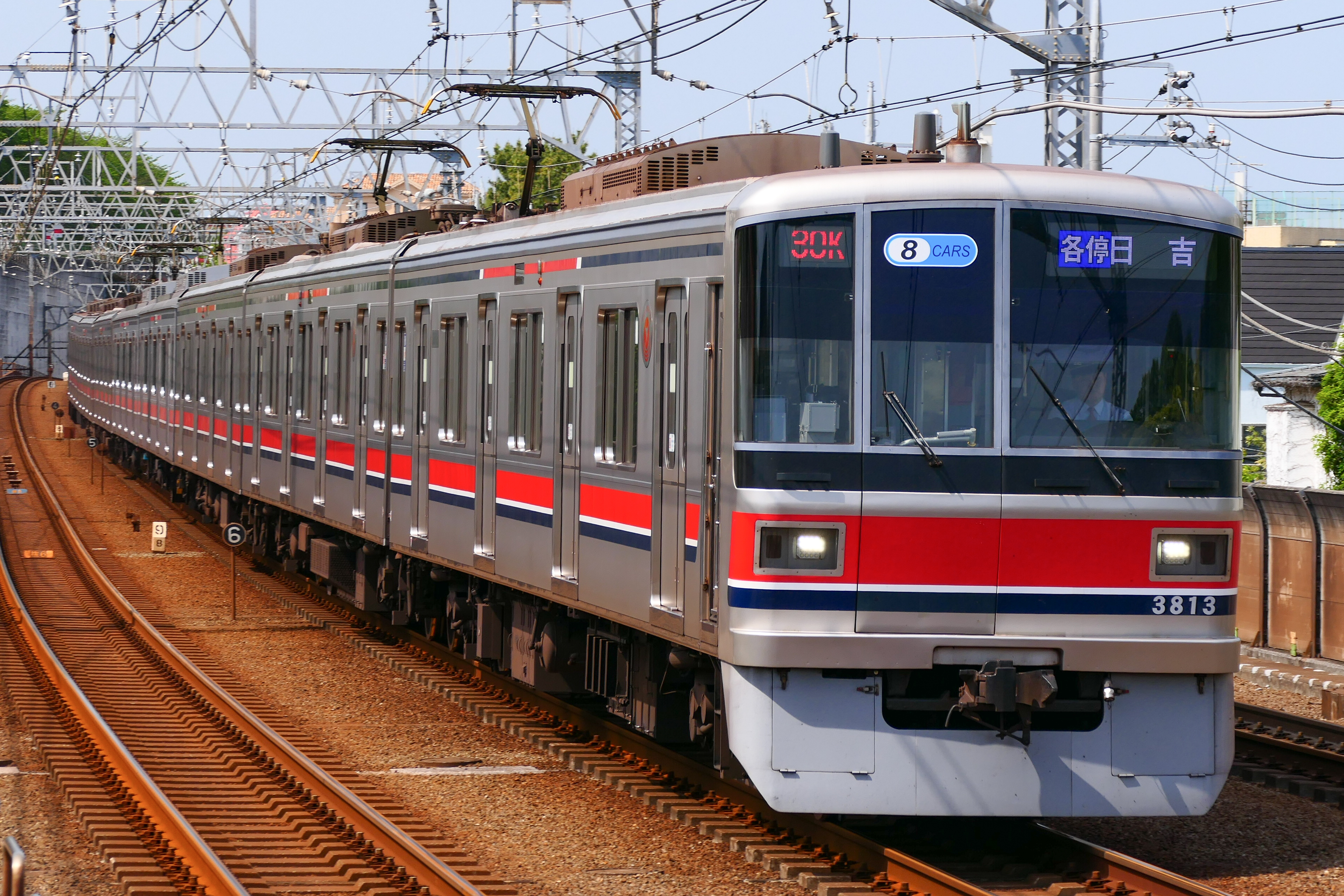
3000系

相模鉄道
- 21000系（8両編成）

- 21000系

### 共用区間走行車両
東京地下鉄（東京メトロ）
- 9000系（6・8両編成）

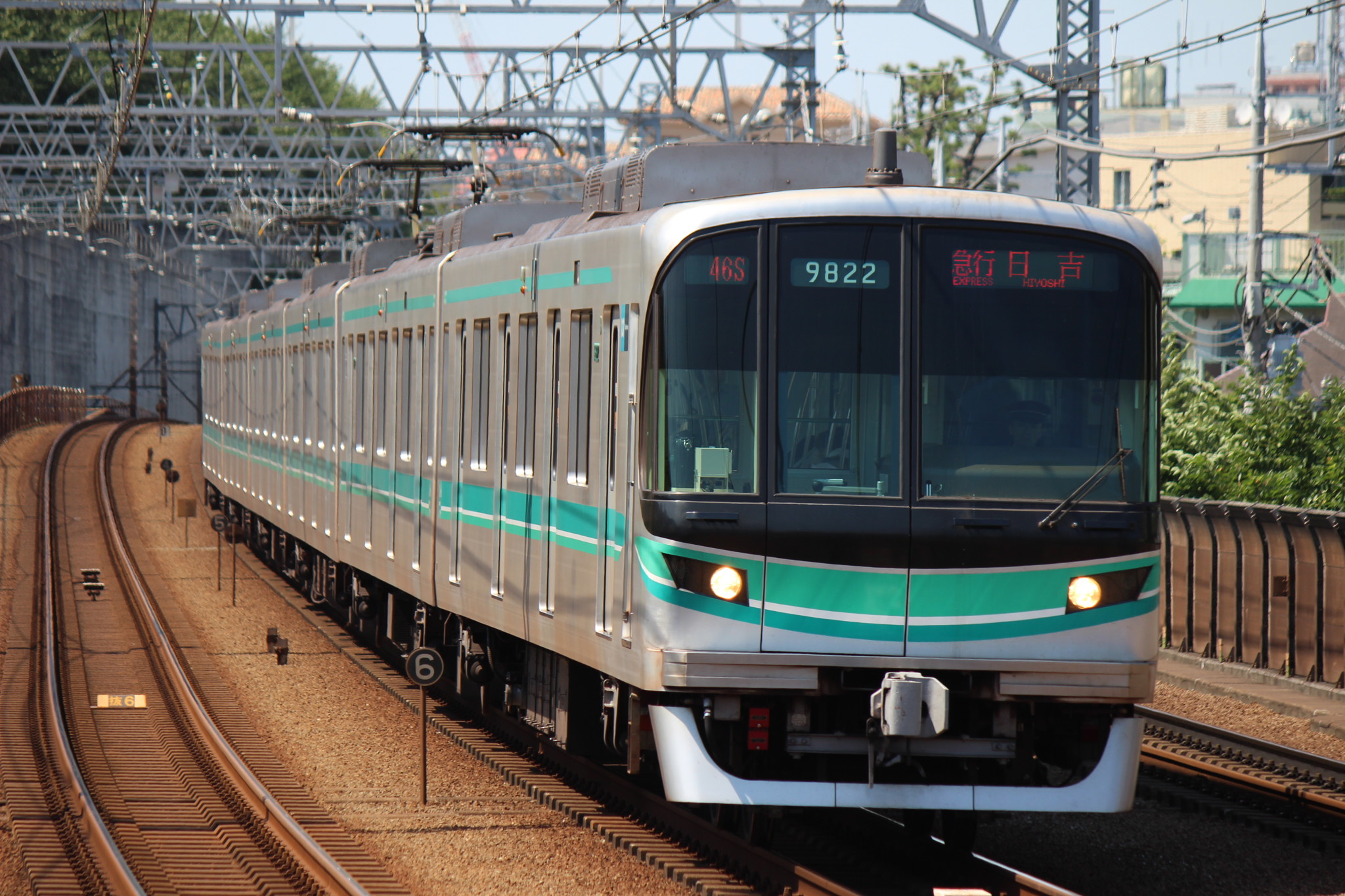
9000系（5次車）
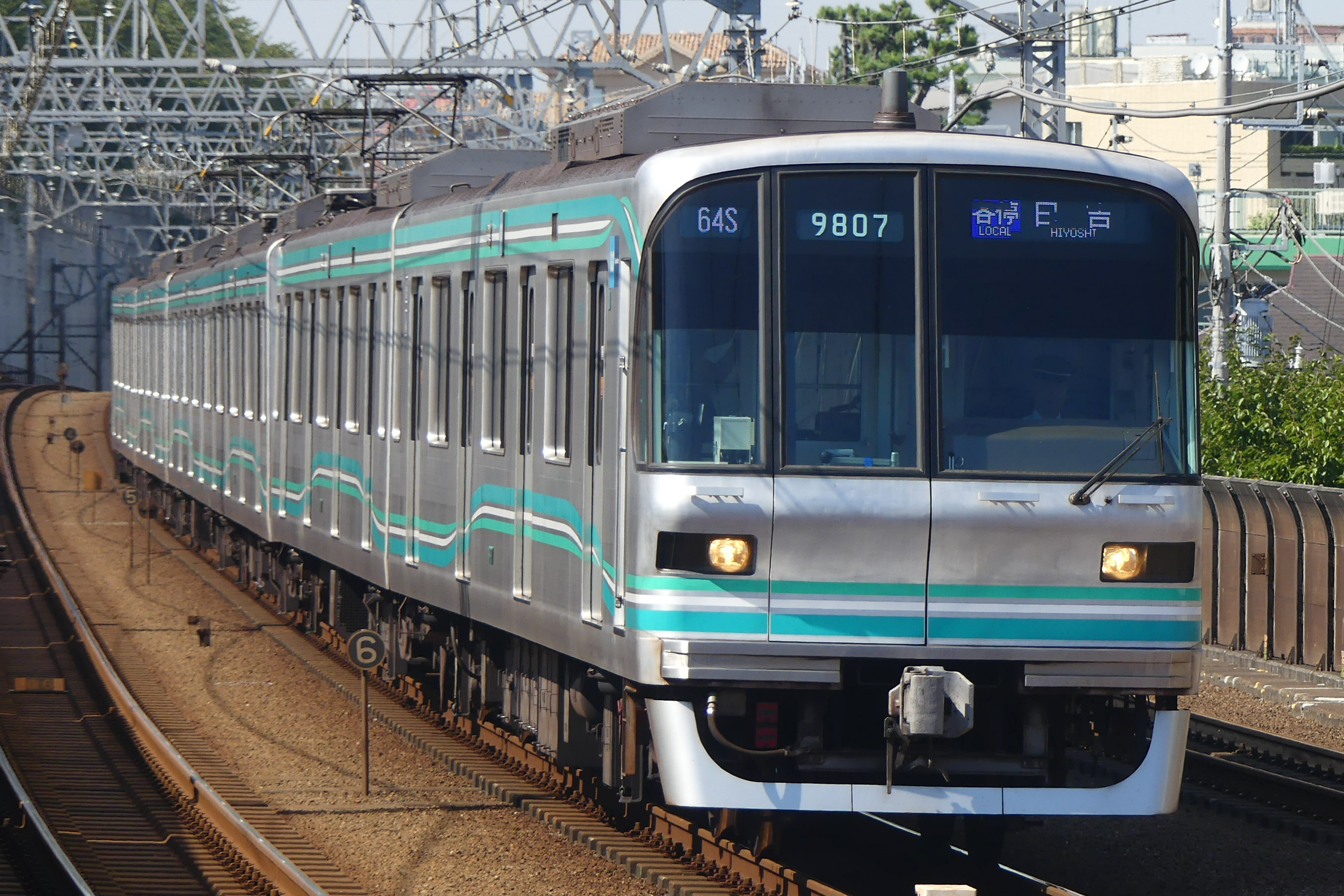
9000系（B修工事施工車）
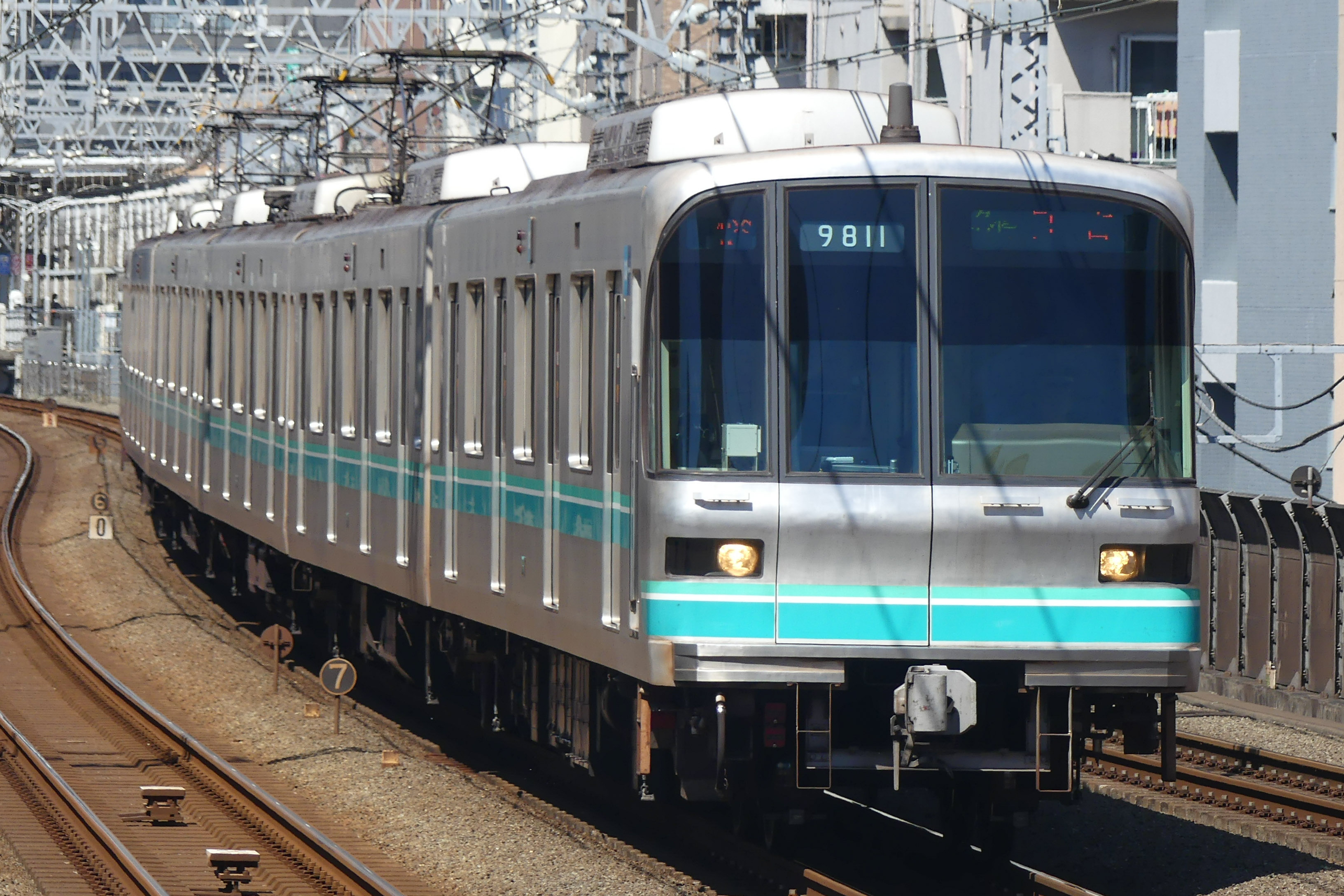
9000系（1-4次車）

埼玉高速鉄道
- 2000系（6両編成）

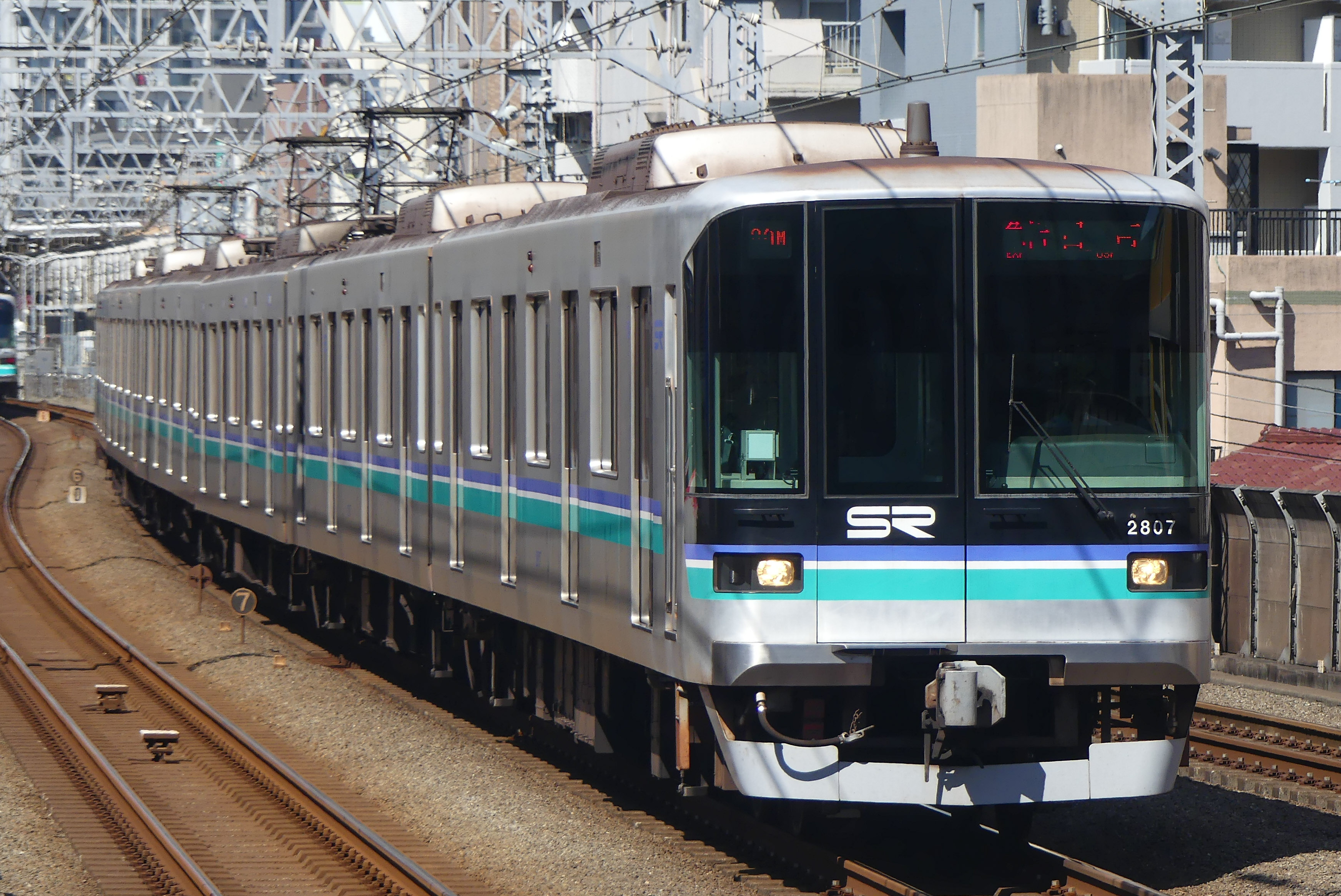
2000系

### 列車番号と車両運用
どの列車がどの車両で運転されるかは列車番号の末尾アルファベットで区別されており、「T」が都交車両（21T - 89Tの奇数番号）、「K」が東急車両（01K - 48K）、「G」が相鉄車両（31G - 43G）となっている（「S」は東京メトロ、「M」は埼玉高速）。
なお、東急車・相鉄車の運用は、三田線運用と南北線運用とで別々に組まれ、奇数番号（東急線内基準）が三田線運用、偶数番号（同）が南北線・埼玉高速線運用となっている。そのため、奇数番号と奇数番号＋1の偶数番号（例：35Gと36G）を同一車両で運転されていることから一部の運用番号が欠番となっている。
列車番号は『MY LINE 東京時刻表』（交通新聞社）にも掲載されている。
三田線内では南行列車（目黒・日吉方面）の列車番号は偶数番号となっており、例えば「21T」運用では北行列車（西高島平方面）は「xx21T」、南行列車は「xx20T」となる。
東急線内の列車番号は6桁の数字で表記され、上3桁が運用番号を表している。400番台が都営車両・200番台が東急・600番台は相鉄の車両となっており（300番台は東京メトロ・500番台は埼玉高速鉄道車両）、例えば「31T」運用の場合は東急線内では「431」となる。
各事業者間の走行距離調整の関係上、東急・相鉄両者の車両は東急線に乗り入れない列車にも使用されており、高島平 - 西高島平間の短区間列車にもそれぞれの車両が充当されている。

## 駅一覧
- 駅番号は北行方向（目黒から西高島平の方向）に増加。
- 全駅東京都内に所在。
- 全列車が各駅に停車。
- 目黒駅 - 白金高輪駅間は、東京メトロ南北線と線路及び駅施設を共用している（ただし路線データで記した通り、同区間の線路を保有しているのは第一種鉄道事業者の東京地下鉄で、東京都交通局はその線路で旅客運送を行う第二種鉄道事業者）。

| 駅番号       | 駅名                              | 駅間キロ     | 累計キロ     | 接続路線 | 地上／地下                                                                                 | 所在地                                                                                     |
| ------------ | --------------------------------- | ------------ | ------------ | --- | ------------------------------------------------------------------------------------------ | ------------------------------------------------------------------------------------------ |
| 直通運転区間 | 直通運転区間                      | 直通運転区間 | 直通運転区間 | 東急目黒線・ 東急新横浜線・ 相鉄新横浜線経由 相鉄本線海老名駅、 相鉄いずみ野線湘南台駅まで                                                                                  | 東急目黒線・ 東急新横浜線・ 相鉄新横浜線経由 相鉄本線海老名駅、 相鉄いずみ野線湘南台駅まで | 東急目黒線・ 東急新横浜線・ 相鉄新横浜線経由 相鉄本線海老名駅、 相鉄いずみ野線湘南台駅まで |
| I-01         | 目黒駅                            | -            | 0.0          | 東急電鉄： 目黒線 (MG01)（直通運転：上記参照） 東京地下鉄： 南北線 (N-01・共用) 東日本旅客鉄道： 山手線 (JY 22)                                                             | 地下区間                                                                                   | 品川区                                                                                     |
| I-02         | 白金台駅                          | 1.3          | 1.3          | 東京地下鉄： 南北線 (N-02・共用) | 地下区間                                                                                   | 港区                                                                                       |
| I-03         | 白金高輪駅                        | 1.0          | 2.3          | 東京地下鉄： 南北線 (N-03・共用・改札内連絡) | 地下区間                                                                                   | 港区                                                                                       |
| I-04         | 三田駅                            | 1.7          | 4.0          | 都営地下鉄： 浅草線 (A-08) 東日本旅客鉄道： 山手線・ 京浜東北線（田町駅：JY 27・JK 22）                                                                                     | 地下区間                                                                                   | 港区                                                                                       |
| I-05         | 芝公園駅                          | 0.6          | 4.6          | | 地下区間                                                                                   | 港区                                                                                       |
| I-06         | 御成門駅                          | 0.7          | 5.3          | | 地下区間                                                                                   | 港区                                                                                       |
| I-07         | 内幸町駅                          | 1.1          | 6.4          | | 地下区間                                                                                   | 千代田区                                                                                   |
| I-08         | 日比谷駅                          | 0.9          | 7.3          | 東京地下鉄： 日比谷線 (H-08)・ 千代田線 (C-09)・ 有楽町線（有楽町駅：Y-18） 東日本旅客鉄道： 山手線・ 京浜東北線（有楽町駅：JY 30・JK 25） 地下通路で銀座駅・東銀座駅に連絡 | 地下区間                                                                                   | 千代田区                                                                                   |
| I-09         | 大手町駅                          | 0.9          | 8.2          | 東京地下鉄： 丸ノ内線 (M-18) ・ 東西線 (T-09) ・ 千代田線 (C-11) ・ 半蔵門線 (Z-08)                                                                                         | 地下区間                                                                                   | 千代田区                                                                                   |
| I-10         | 神保町駅                          | 1.4          | 9.6          | 都営地下鉄： 新宿線 (S-06) 東京地下鉄： 半蔵門線 (Z-07) | 地下区間                                                                                   | 千代田区                                                                                   |
| I-11         | 水道橋駅                          | 1.0          | 10.6         | 東日本旅客鉄道： 中央・総武線（各駅停車）(JB 17) | 地下区間                                                                                   | 文京区                                                                                     |
| I-12         | 春日駅 （文京シビックセンター前） | 0.7          | 11.3         | 都営地下鉄： 大江戸線 (E-07) 東京地下鉄： 丸ノ内線・ 南北線（後楽園駅：M-22・N-11）                                                                                         | 地下区間                                                                                   | 文京区                                                                                     |
| I-13         | 白山駅                            | 1.4          | 12.7         | | 地下区間                                                                                   | 文京区                                                                                     |
| I-14         | 千石駅                            | 1.0          | 13.7         | | 地下区間                                                                                   | 文京区                                                                                     |
| I-15         | 巣鴨駅                            | 0.9          | 14.6         | 東日本旅客鉄道： 山手線 (JY 11) | 地下区間                                                                                   | 豊島区                                                                                     |
| I-16         | 西巣鴨駅                          | 1.4          | 16.0         | 東京都交通局： 都電荒川線（東京さくらトラム）（新庚申塚停留場：SA 20） | 地下区間                                                                                   | 豊島区                                                                                     |
| I-17         | 新板橋駅                          | 1.0          | 17.0         | 東日本旅客鉄道： 埼京線（板橋駅：JA 13） 東武鉄道： 東上線 (下板橋駅：TJ-03)                                                                                                | 地下区間                                                                                   | 板橋区                                                                                     |
| I-18         | 板橋区役所前駅                    | 0.9          | 17.9         | | 地下区間                                                                                   | 板橋区                                                                                     |
| I-19         | 板橋本町駅                        | 1.2          | 19.1         | | 地下区間                                                                                   | 板橋区                                                                                     |
| I-20         | 本蓮沼駅                          | 0.9          | 20.0         | | 地下区間                                                                                   | 板橋区                                                                                     |
| I-21         | 志村坂上駅                        | 1.1          | 21.1         | | 地下区間                                                                                   | 板橋区                                                                                     |
| I-22         | 志村三丁目駅                      | 0.9          | 22.0         | | 地上区間                                                                                   | 板橋区                                                                                     |
| I-23         | 蓮根駅                            | 1.2          | 23.2         | | 地上区間                                                                                   | 板橋区                                                                                     |
| I-24         | 西台駅                            | 0.8          | 24.0         | | 地上区間                                                                                   | 板橋区                                                                                     |
| I-25         | 高島平駅                          | 1.0          | 25.0         | | 地上区間                                                                                   | 板橋区                                                                                     |
| I-26         | 新高島平駅                        | 0.7          | 25.7         | | 地上区間                                                                                   | 板橋区                                                                                     |
| I-27         | 西高島平駅                        | 0.8          | 26.5         | | 地上区間                                                                                   | 板橋区                                                                                     |

1. ↑  目黒駅は他社接続の共同使用駅で、東急電鉄の管轄駅である。
2. 1 2  白金台駅・白金高輪駅は他社接続の共同使用駅で、東京地下鉄の管轄駅である。
3. ↑  銀座駅・東銀座駅との連絡業務は行っていない。
4. ↑  板橋駅とは定期券のみ連絡業務を行っている。
5. ↑  下板橋駅との連絡業務は行っていない。

- 西巣鴨駅 - 新板橋駅間で北区内を通るが、同区内に三田線の駅は設置されていない。

## 駅設備
目黒駅は東急電鉄、白金台駅と白金高輪駅は東京地下鉄、それ以外の各駅（三田 - 西高島平間）は東京都交通局の管轄駅のため、駅設備は管轄している各事業者に準じたものが使用されている。東京地下鉄の管轄2駅ではガラス張りの準密閉式フルハイトタイプのホームドアを使用しており、それ以外の駅では東急管轄の目黒駅を含めてハーフハイトタイプのホームゲートを使用している。
発車メロディは白金台駅・白金高輪駅を除く全ての駅で南北線開業時に用意された音楽（いわゆる「音無川の流れ」）を使用していたが、2023年（令和5年）2月4日から新高島平駅を皮切りに他の都営地下鉄3線で使用している曲に順次変更され、3月18日までに完了した。また神保町駅では、雑誌『小学一年生』（小学館）の創刊100年記念で2025年（令和7年）2月21日から到着メロディに「ピッカピカの～一年生♪」を使用している。

## ホームドア更新

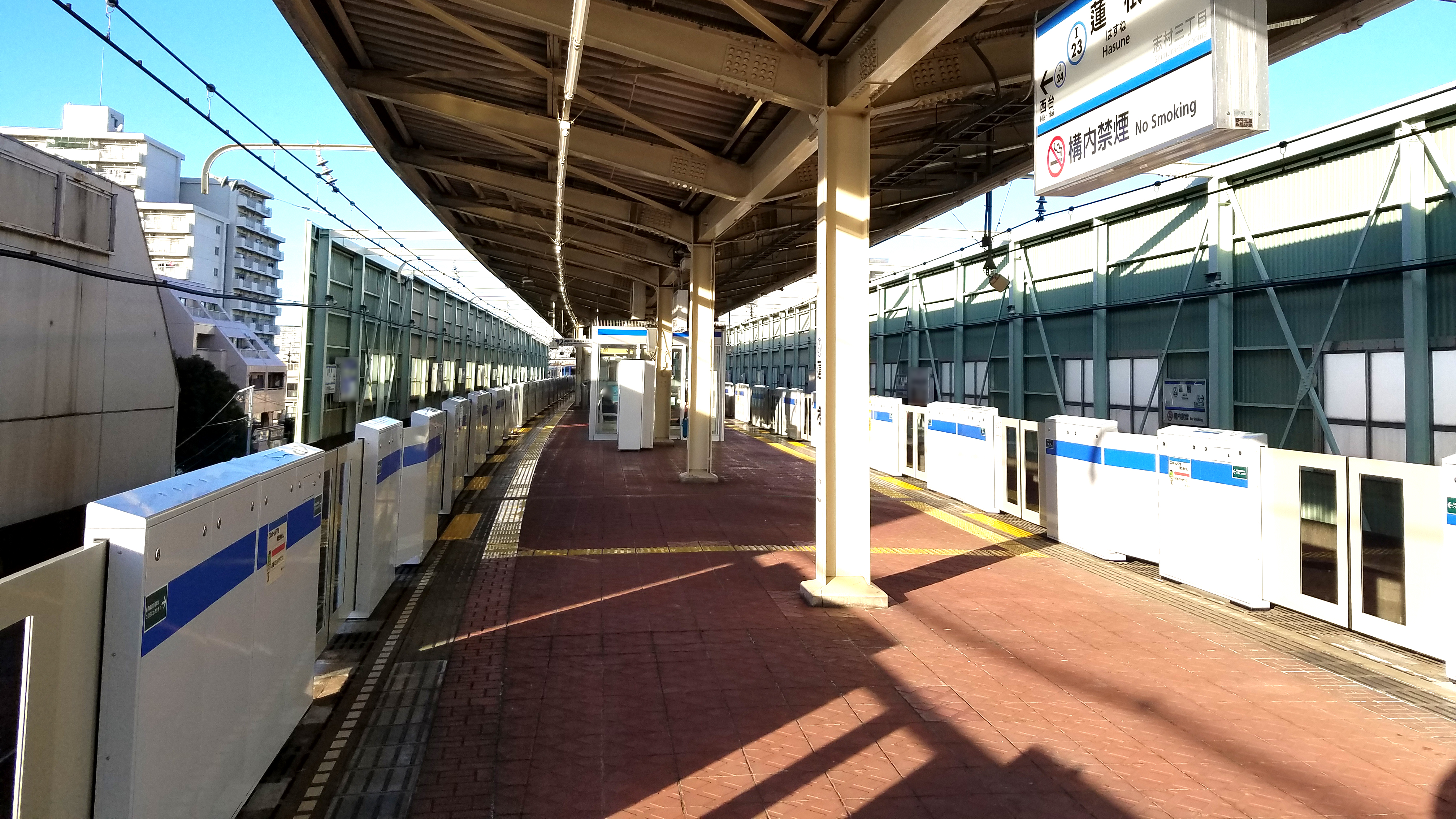
蓮根駅に設置された更新後のホームドア

設備の信頼性向上と、2022年度以降に実施する8両編成化に対応するため、2019年（令和元年）6月17日より各駅にて日立製作所製のホームドアを交換する工事を順次行い、2022年5月11日に日比谷駅を最後に完了した。
交換工事は各駅につき2、3か月程度の工期を必要としており、交換中は、まず工期に入る前にホームドアを開放した状態のままにしたのち、一旦それを撤去し、仮設の固定柵と警備員で対応していた。

## 今後の予定
- 白金高輪駅から、品川駅方面への新線に（都心部・品川地下鉄構想）については、東京メトロが、2022年3月28日付で国土交通大臣より第一種鉄道事業許可を受けた[99][100]が、東京都交通局はこの区間に関する第二種鉄道事業許可を受けておらず、完成時点で三田線の運行形態がどのような形になるかは未定である。
- 2025年3月28日に東京都交通局が発表した「東京都交通局経営計画2025」によると、三田線では6両編成（6300形）の11編成を令和9年度（2027年度）から令和11年度（2029年度）までに8両編成（6500形）へ更新することを発表した[101]。なお、相鉄直通に対応するかに関しては、2025年経営計画案時点では言及されていないため、既存車も増備車も未定である。